# Liste rouge de l'UICN
Pour les articles homonymes, voir Liste rouge.

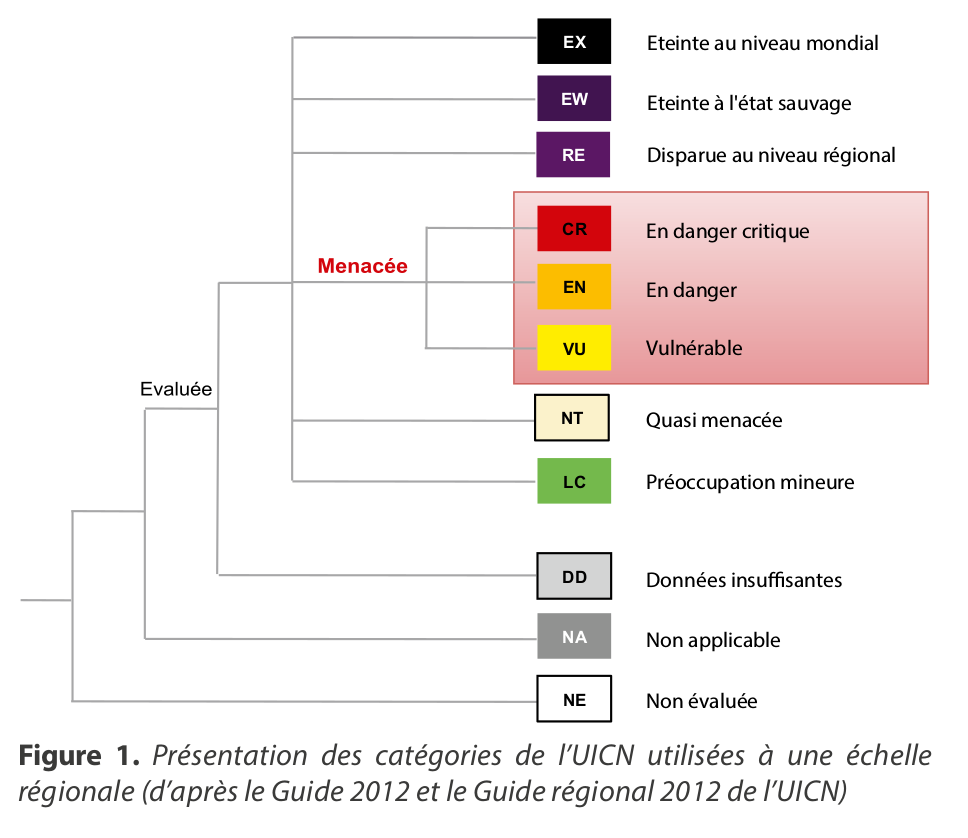
Catégories UICN (niveau régional), d'après le guide UICN 2018. Glossaire des acronymes anglophones : en (EX), en (EW), en (RE), en (CR), en (EN), en (VU), en (NT), en (LC), en (DD), en (NA), en (NE).

La liste rouge de l'UICN (Union internationale pour la conservation de la nature ; en anglais IUCN), créée en 1964, constitue l'inventaire mondial le plus complet de l'état de conservation global des espèces végétales et animales. Elle se présente sous la forme d'une base de données en ligne régulièrement actualisée, exposant la situation de plus de 150 000 espèces (version 2023) sur les 1,8 million d'espèces connues.
Elle est de plus en plus utilisée pour alerter sur la régression de certaines espèces (ou leur disparition), mais éventuellement parfois pour justifier de ne rien faire (si une espèce n'est pas très menacée, ou si son statut de menace n'est pas connu). Son principal but est d'alerter le public, les aménageurs et responsables politiques sur l'ampleur du risque d'extinction qui frappe de nombreuses espèces et la nécessité urgente de développer des politiques de conservation. Elle incite et aide ainsi la communauté internationale à agir dans le sens de la réduction du taux d'extinction des espèces menacées.
Malgré cela, grâce aux données récoltées pour la constitution de la liste, l'UICN estimait en 2006 qu'une espèce de mammifères sur quatre, une espèce d'oiseaux sur huit, et un tiers des amphibiens étaient menacés de disparition. Malgré des améliorations observées dans de nombreuses aires protégées, la situation s'était encore dégradée en 2007, puis en 2012, avec au moins 41 % des amphibiens, 33 % des récifs coralliens, 30 % des conifères, 25 % des mammifères, et 13 % des oiseaux menacés d'extinction. L'aggravation se poursuit en 2019 avec 28 338 espèces menacées d'extinction pour 105 732 espèces évaluées, dont quatre espèces de grands singes sur six classées en danger critique d'extinction. Chez les mammifères, les causes principales sont « la chasse illégale et la destruction des habitats ».

## Histoire
L'idée de créer une liste des espèces disparues ou qui risquent de l'être est ancienne. Le naturaliste James Edmund Harting décrit en 1880 le loup, l'ours et d'autres animaux disparus au Royaume-Uni au cours de la période historique.
En 1949, un premier livre rouge des espèces menacées, contenant quatorze espèces de mammifères et treize espèces d'oiseaux, est édité par l'UICN, fondée un an plus tôt à Fontainebleau.
Quelques années plus tard, est démarré, à titre de modernisation, un index cartonné sous forme de fiches en papier bristol dont le nombre augmente lentement, ne totalisant que vingt-six mammifères en 1958.
C'est le colonel Leofric Boyle, alors président de la CSE (Commission de la sauvegarde des espèces), qui créa en 1959 un fichier d'informations sur les espèces menacées. Cette première initiative intéressa d'autres collaborateurs de l'UICN, dont Sir Peter Scott, ornithologue, conservationniste, peintre et sportif anglais, qui comme lui virent l'opportunité dans ce fichier de collecter des informations sur l'état des espèces animales et végétales et sur les menaces qui pèsent sur elles.
En 1964, une liste préliminaire des mammifères rares et une liste des oiseaux rares sont publiées avec dix mille copies distribuées aux membres de l'UICN.
En 1966, le Red Data Book « livre rouge des espèces menacées » est publié et largement diffusé, sous forme de classeur, contenant deux volumes : l'un pour les mammifères et l'autre pour les oiseaux.
De 1962 à 1978, les membres de la CSE de l'époque (alors connue sous le nom de Commission du service de sauvegarde) récoltèrent des données que l'UICN publia sous la forme de plusieurs « livres rouges », sur des groupes précis d'animaux tout d'abord tels que les mammifères, les oiseaux, les reptiles et les amphibiens, pour ensuite publier des documents annexes présentant des données régionales et nationales.
The Red List Consortium est vite apparu que pour être plus efficace et plus rapide dans l'évaluation des espèces menacées, la CSE ne pouvait plus travailler seul, malgré le nombre important de ses membres. De là est né un partenariat entre le CSE et plusieurs organisations internationales : le Red List Consortium, composé de l'UICN et de sa commission CSE, ainsi que de Birdlife International, NatureServe, la Zoological Society of London, le Center for Applied Biodiversity Science (groupe de Conservation International). Le programme de la liste rouge bénéficie également de la collaboration d'autres organisations telles que Ocean Conservancy (coordinateur du réseau marin de la CSE, veille à une meilleure prise en compte des espèces marines dans la liste rouge), le WWF, Fauna & Flora International, the Nature Conservancy, Wetlands International, et le programme Centre de surveillance de la conservation de la nature des Nations unies.
En particulier, BirdLife est chargé de l'inscription des espèces d'oiseaux sur la liste rouge, grâce au rôle pionnier de collecte de données ornithologiques et d'évaluation de la biodiversité qu'elle joue depuis des années. Dès le milieu des années 1980, BirdLife publie régulièrement des livres rouges régionaux et nationaux sur les oiseaux (Afrique en 1985, Amérique en 1992, et Asie en 2001). L'ONG alimente également une base de données sur l'avifaune menacée, Avibase.

## Objectifs
Le but essentiel de la liste rouge est de rassembler les informations sur les espèces menacées d'extinction, d'évaluer régulièrement l'évolution des risques que courent ces espèces, puis d'assurer une diffusion large de ces données auprès de nombreux publics. Elle peut en effet être utilisée par les agences gouvernementales, les organismes responsables de la protection de la nature, les ONG spécialisées dans la conservation, les éducateurs, et d'une façon générale par toute personne soucieuse du déclin de la biodiversité.
La liste rouge remplit de nombreuses fonctions, notamment :
- elle sensibilise à l'importance de la diversité biologique et à la menace qui pèse sur elle ;
- elle identifie et renseigne sur les espèces ayant le plus urgent besoin de mesures de protection. Elle fournit un inventaire complet du déclin de la biodiversité ;
- elle offre un cadre de référence pour surveiller l'évolution des espèces ;
- elle procure des informations permettant de définir les priorités de la conservation sur le plan local et d'orienter les mesures de conservation ;
- elle aide à influer sur les politiques nationales et internationales, et fournit des informations sur des accords internationaux comme la Convention sur la diversité biologique (CBD) et la Convention sur le commerce international des espèces de faune et de flore sauvages menacées d'extinction (CITES).

L'objectif est de constituer la plus grande source, fiable et mondiale, sur le danger d'extinction des espèces animales et végétales, pour de nombreuses catégories d'utilisateurs, de plus en plus nombreux à travers le monde. Avec un système pionnier d'évaluation des menaces pour la biodiversité, l'UICN consolide son système de critères et de catégories.

## Base scientifique

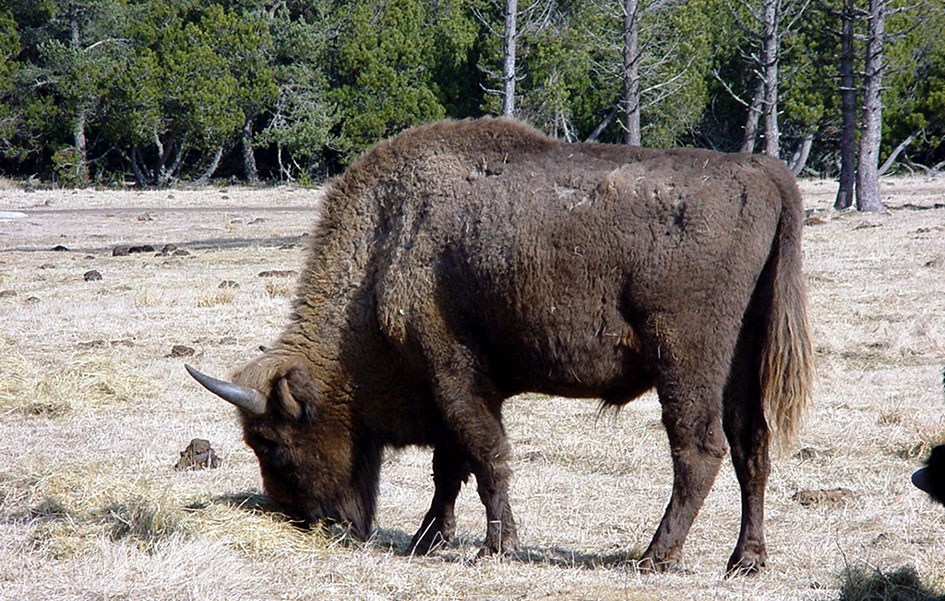
Le bison d'Europe est classé espèce quasi menacée (NT).

Cet inventaire est en partie assuré par la Commission de la sauvegarde des espèces (CSE), une des six commissions internes de l'UICN, forte de 7 000 experts dans le monde chargés de mettre à jour la liste des espèces menacées, l'inventaire étant tributaire des connaissances disponibles.
Ainsi les vertébrés sont-ils plus représentés, car mieux connus, que les invertébrés. De même, les plantes vasculaires (plantes à fleurs et fougères) sont mieux connues que les plantes non vasculaires (mousses, algues vertes) et autres organismes qui n'appartiennent pas à la lignée verte (algues brunes, algues rouges, champignons, etc.). Ces listes, bien qu'exhaustives pour certains groupes, ne reflètent donc pas l'état exact des menaces qui pèsent sur l'ensemble des espèces de la planète, mais d'ores et déjà un échantillon.
La liste est établie sur des critères précis permettant d'évaluer le risque d'extinction de milliers d'espèces et sous-espèces. Ces critères s'appliquent à toutes les espèces et à toutes les parties du monde. La liste étant la synthèse de travaux scientifiques, elle reflète mieux le statut de conservation des espèces que les listes d'espèces protégées. Cependant, elle ne possède pas, de même que les livres rouges qui en ont été tirés, de valeur législative contraignante pour les États.

## Organisation
La CSE collecte les données régulièrement en provenance de milliers d'experts bénévoles dans le monde. La Commission compte près de 7 000 experts, regroupés par spécialité : une famille faunistique ou floristique, une zone géographique, un genre biologique ou une espèce en particulier.

### Critères

Résumé des catégories de la liste rouge 2006.

Résumé des catégories de la liste rouge 1994.

Pour chaque espèce évaluée, une estimation du danger d'extinction qui la menace est formulée par les groupes d'experts concernés, basée sur des critères bien définis, comme la taille de la population, la disparition de son habitat naturel et le nombre d'individus qui ont atteint la maturité.
La classification dans les catégories d'espèces menacées d'extinction s'effectue par le biais d'une série de cinq critères quantitatifs, basés sur des facteurs biologiques associés au risque d'extinction, à savoir : taux de déclin, population totale, zone d'occurrence et d'occupation, degré de peuplement et fragmentation de la répartition. Afin de rendre l'information finale obtenue la plus intelligible possible, une catégorie de risque d'extinction est alors attribuée à l'espèce.

### Catégories
|  | \| \| Éteint (EX) \| \| \| \| |
|  |                               |
|  | Éteint (EX)                   |
|  |                               |

|  | Éteint (EX) |
|  |             |

|  | \| \| Éteint (EX) \| \| \| \| |
|  |                               |
|  | Éteint (EX)                   |
|  |                               |

|  | Éteint (EX) |
|  |             |

|  | \| \| Éteint (EX) \| \| \| \| |
|  |                               |
|  | Éteint (EX)                   |
|  |                               |

|  | Éteint (EX) |
|  |             |

|  | \| \| Éteint (EX) \| \| \| \| |
|  |                               |
|  | Éteint (EX)                   |
|  |                               |

|  | Éteint (EX) |
|  |             |

|  | \| \| Éteint à l'état sauvage (EW) \| \| \| \| |
|  |                                                |
|  | Éteint à l'état sauvage (EW)                   |
|  |                                                |

|  | Éteint à l'état sauvage (EW) |
|  |                              |

|  | \| \| Éteint à l'état sauvage (EW) \| \| \| \| |
|  |                                                |
|  | Éteint à l'état sauvage (EW)                   |
|  |                                                |

|  | Éteint à l'état sauvage (EW) |
|  |                              |

|  | \| \| Éteint à l'état sauvage (EW) \| \| \| \| |
|  |                                                |
|  | Éteint à l'état sauvage (EW)                   |
|  |                                                |

|  | Éteint à l'état sauvage (EW) |
|  |                              |

|  | \| \| Éteint à l'état sauvage (EW) \| \| \| \| |
|  |                                                |
|  | Éteint à l'état sauvage (EW)                   |
|  |                                                |

|  | Éteint à l'état sauvage (EW) |
|  |                              |

| (Menacé) | \| \| En danger critique d'extinction (CR) \| \| \| \| \| \| Espèce en danger (EN) \| \| \| \| \| \| Espèce vulnérable (VU) \| \| \| \| |
|          | \| \| En danger critique d'extinction (CR) \| \| \| \| \| \| Espèce en danger (EN) \| \| \| \| \| \| Espèce vulnérable (VU) \| \| \| \| |
|          | En danger critique d'extinction (CR) |
|          | |
|          | Espèce en danger (EN) |
|          | |
|          | Espèce vulnérable (VU) |
|          | |

|  | En danger critique d'extinction (CR) |
|  |                                      |
|  | Espèce en danger (EN)                |
|  |                                      |
|  | Espèce vulnérable (VU)               |
|  |                                      |

|  | \| \| Espèce quasi menacée (NT) \| \| \| \| |
|  |                                             |
|  | Espèce quasi menacée (NT)                   |
|  |                                             |

|  | Espèce quasi menacée (NT) |
|  |                           |

|  | \| \| Espèce quasi menacée (NT) \| \| \| \| |
|  |                                             |
|  | Espèce quasi menacée (NT)                   |
|  |                                             |

|  | Espèce quasi menacée (NT) |
|  |                           |

|  | \| \| Espèce quasi menacée (NT) \| \| \| \| |
|  |                                             |
|  | Espèce quasi menacée (NT)                   |
|  |                                             |

|  | Espèce quasi menacée (NT) |
|  |                           |

|  | \| \| Espèce quasi menacée (NT) \| \| \| \| |
|  |                                             |
|  | Espèce quasi menacée (NT)                   |
|  |                                             |

|  | Espèce quasi menacée (NT) |
|  |                           |

|  | \| \| Préoccupation mineure (LC) \| \| \| \| |
|  |                                              |
|  | Préoccupation mineure (LC)                   |
|  |                                              |

|  | Préoccupation mineure (LC) |
|  |                            |

|  | \| \| Préoccupation mineure (LC) \| \| \| \| |
|  |                                              |
|  | Préoccupation mineure (LC)                   |
|  |                                              |

|  | Préoccupation mineure (LC) |
|  |                            |

|  | \| \| Préoccupation mineure (LC) \| \| \| \| |
|  |                                              |
|  | Préoccupation mineure (LC)                   |
|  |                                              |

|  | Préoccupation mineure (LC) |
|  |                            |

|  | \| \| Préoccupation mineure (LC) \| \| \| \| |
|  |                                              |
|  | Préoccupation mineure (LC)                   |
|  |                                              |

|  | Préoccupation mineure (LC) |
|  |                            |

|  | \| \| Éteint (EX) \| \| \| \| |
|  |                               |
|  | Éteint (EX)                   |
|  |                               |

|  | Éteint (EX) |
|  |             |

|  | \| \| Éteint (EX) \| \| \| \| |
|  |                               |
|  | Éteint (EX)                   |
|  |                               |

|  | Éteint (EX) |
|  |             |

|  | \| \| Éteint (EX) \| \| \| \| |
|  |                               |
|  | Éteint (EX)                   |
|  |                               |

|  | Éteint (EX) |
|  |             |

|  | \| \| Éteint (EX) \| \| \| \| |
|  |                               |
|  | Éteint (EX)                   |
|  |                               |

|  | Éteint (EX) |
|  |             |

|  | \| \| Éteint à l'état sauvage (EW) \| \| \| \| |
|  |                                                |
|  | Éteint à l'état sauvage (EW)                   |
|  |                                                |

|  | Éteint à l'état sauvage (EW) |
|  |                              |

|  | \| \| Éteint à l'état sauvage (EW) \| \| \| \| |
|  |                                                |
|  | Éteint à l'état sauvage (EW)                   |
|  |                                                |

|  | Éteint à l'état sauvage (EW) |
|  |                              |

|  | \| \| Éteint à l'état sauvage (EW) \| \| \| \| |
|  |                                                |
|  | Éteint à l'état sauvage (EW)                   |
|  |                                                |

|  | Éteint à l'état sauvage (EW) |
|  |                              |

|  | \| \| Éteint à l'état sauvage (EW) \| \| \| \| |
|  |                                                |
|  | Éteint à l'état sauvage (EW)                   |
|  |                                                |

|  | Éteint à l'état sauvage (EW) |
|  |                              |

| (Menacé) | \| \| En danger critique d'extinction (CR) \| \| \| \| \| \| Espèce en danger (EN) \| \| \| \| \| \| Espèce vulnérable (VU) \| \| \| \| |
|          | \| \| En danger critique d'extinction (CR) \| \| \| \| \| \| Espèce en danger (EN) \| \| \| \| \| \| Espèce vulnérable (VU) \| \| \| \| |
|          | En danger critique d'extinction (CR) |
|          | |
|          | Espèce en danger (EN) |
|          | |
|          | Espèce vulnérable (VU) |
|          | |

|  | En danger critique d'extinction (CR) |
|  |                                      |
|  | Espèce en danger (EN)                |
|  |                                      |
|  | Espèce vulnérable (VU)               |
|  |                                      |

|  | \| \| Espèce quasi menacée (NT) \| \| \| \| |
|  |                                             |
|  | Espèce quasi menacée (NT)                   |
|  |                                             |

|  | Espèce quasi menacée (NT) |
|  |                           |

|  | \| \| Espèce quasi menacée (NT) \| \| \| \| |
|  |                                             |
|  | Espèce quasi menacée (NT)                   |
|  |                                             |

|  | Espèce quasi menacée (NT) |
|  |                           |

|  | \| \| Espèce quasi menacée (NT) \| \| \| \| |
|  |                                             |
|  | Espèce quasi menacée (NT)                   |
|  |                                             |

|  | Espèce quasi menacée (NT) |
|  |                           |

|  | \| \| Espèce quasi menacée (NT) \| \| \| \| |
|  |                                             |
|  | Espèce quasi menacée (NT)                   |
|  |                                             |

|  | Espèce quasi menacée (NT) |
|  |                           |

|  | \| \| Préoccupation mineure (LC) \| \| \| \| |
|  |                                              |
|  | Préoccupation mineure (LC)                   |
|  |                                              |

|  | Préoccupation mineure (LC) |
|  |                            |

|  | \| \| Préoccupation mineure (LC) \| \| \| \| |
|  |                                              |
|  | Préoccupation mineure (LC)                   |
|  |                                              |

|  | Préoccupation mineure (LC) |
|  |                            |

|  | \| \| Préoccupation mineure (LC) \| \| \| \| |
|  |                                              |
|  | Préoccupation mineure (LC)                   |
|  |                                              |

|  | Préoccupation mineure (LC) |
|  |                            |

|  | \| \| Préoccupation mineure (LC) \| \| \| \| |
|  |                                              |
|  | Préoccupation mineure (LC)                   |
|  |                                              |

|  | Préoccupation mineure (LC) |
|  |                            |

|  | \| \| Éteint (EX) \| \| \| \| |
|  |                               |
|  | Éteint (EX)                   |
|  |                               |

|  | Éteint (EX) |
|  |             |

|  | \| \| Éteint (EX) \| \| \| \| |
|  |                               |
|  | Éteint (EX)                   |
|  |                               |

|  | Éteint (EX) |
|  |             |

|  | \| \| Éteint (EX) \| \| \| \| |
|  |                               |
|  | Éteint (EX)                   |
|  |                               |

|  | Éteint (EX) |
|  |             |

|  | \| \| Éteint (EX) \| \| \| \| |
|  |                               |
|  | Éteint (EX)                   |
|  |                               |

|  | Éteint (EX) |
|  |             |

|  | \| \| Éteint à l'état sauvage (EW) \| \| \| \| |
|  |                                                |
|  | Éteint à l'état sauvage (EW)                   |
|  |                                                |

|  | Éteint à l'état sauvage (EW) |
|  |                              |

|  | \| \| Éteint à l'état sauvage (EW) \| \| \| \| |
|  |                                                |
|  | Éteint à l'état sauvage (EW)                   |
|  |                                                |

|  | Éteint à l'état sauvage (EW) |
|  |                              |

|  | \| \| Éteint à l'état sauvage (EW) \| \| \| \| |
|  |                                                |
|  | Éteint à l'état sauvage (EW)                   |
|  |                                                |

|  | Éteint à l'état sauvage (EW) |
|  |                              |

|  | \| \| Éteint à l'état sauvage (EW) \| \| \| \| |
|  |                                                |
|  | Éteint à l'état sauvage (EW)                   |
|  |                                                |

|  | Éteint à l'état sauvage (EW) |
|  |                              |

| (Menacé) | \| \| En danger critique d'extinction (CR) \| \| \| \| \| \| Espèce en danger (EN) \| \| \| \| \| \| Espèce vulnérable (VU) \| \| \| \| |
|          | \| \| En danger critique d'extinction (CR) \| \| \| \| \| \| Espèce en danger (EN) \| \| \| \| \| \| Espèce vulnérable (VU) \| \| \| \| |
|          | En danger critique d'extinction (CR) |
|          | |
|          | Espèce en danger (EN) |
|          | |
|          | Espèce vulnérable (VU) |
|          | |

|  | En danger critique d'extinction (CR) |
|  |                                      |
|  | Espèce en danger (EN)                |
|  |                                      |
|  | Espèce vulnérable (VU)               |
|  |                                      |

|  | \| \| Espèce quasi menacée (NT) \| \| \| \| |
|  |                                             |
|  | Espèce quasi menacée (NT)                   |
|  |                                             |

|  | Espèce quasi menacée (NT) |
|  |                           |

|  | \| \| Espèce quasi menacée (NT) \| \| \| \| |
|  |                                             |
|  | Espèce quasi menacée (NT)                   |
|  |                                             |

|  | Espèce quasi menacée (NT) |
|  |                           |

|  | \| \| Espèce quasi menacée (NT) \| \| \| \| |
|  |                                             |
|  | Espèce quasi menacée (NT)                   |
|  |                                             |

|  | Espèce quasi menacée (NT) |
|  |                           |

|  | \| \| Espèce quasi menacée (NT) \| \| \| \| |
|  |                                             |
|  | Espèce quasi menacée (NT)                   |
|  |                                             |

|  | Espèce quasi menacée (NT) |
|  |                           |

|  | \| \| Préoccupation mineure (LC) \| \| \| \| |
|  |                                              |
|  | Préoccupation mineure (LC)                   |
|  |                                              |

|  | Préoccupation mineure (LC) |
|  |                            |

|  | \| \| Préoccupation mineure (LC) \| \| \| \| |
|  |                                              |
|  | Préoccupation mineure (LC)                   |
|  |                                              |

|  | Préoccupation mineure (LC) |
|  |                            |

|  | \| \| Préoccupation mineure (LC) \| \| \| \| |
|  |                                              |
|  | Préoccupation mineure (LC)                   |
|  |                                              |

|  | Préoccupation mineure (LC) |
|  |                            |

|  | \| \| Préoccupation mineure (LC) \| \| \| \| |
|  |                                              |
|  | Préoccupation mineure (LC)                   |
|  |                                              |

|  | Préoccupation mineure (LC) |
|  |                            |

|  | \| \| Éteint (EX) \| \| \| \| |
|  |                               |
|  | Éteint (EX)                   |
|  |                               |

|  | Éteint (EX) |
|  |             |

|  | \| \| Éteint (EX) \| \| \| \| |
|  |                               |
|  | Éteint (EX)                   |
|  |                               |

|  | Éteint (EX) |
|  |             |

|  | \| \| Éteint (EX) \| \| \| \| |
|  |                               |
|  | Éteint (EX)                   |
|  |                               |

|  | Éteint (EX) |
|  |             |

|  | \| \| Éteint (EX) \| \| \| \| |
|  |                               |
|  | Éteint (EX)                   |
|  |                               |

|  | Éteint (EX) |
|  |             |

|  | \| \| Éteint à l'état sauvage (EW) \| \| \| \| |
|  |                                                |
|  | Éteint à l'état sauvage (EW)                   |
|  |                                                |

|  | Éteint à l'état sauvage (EW) |
|  |                              |

|  | \| \| Éteint à l'état sauvage (EW) \| \| \| \| |
|  |                                                |
|  | Éteint à l'état sauvage (EW)                   |
|  |                                                |

|  | Éteint à l'état sauvage (EW) |
|  |                              |

|  | \| \| Éteint à l'état sauvage (EW) \| \| \| \| |
|  |                                                |
|  | Éteint à l'état sauvage (EW)                   |
|  |                                                |

|  | Éteint à l'état sauvage (EW) |
|  |                              |

|  | \| \| Éteint à l'état sauvage (EW) \| \| \| \| |
|  |                                                |
|  | Éteint à l'état sauvage (EW)                   |
|  |                                                |

|  | Éteint à l'état sauvage (EW) |
|  |                              |

| (Menacé) | \| \| En danger critique d'extinction (CR) \| \| \| \| \| \| Espèce en danger (EN) \| \| \| \| \| \| Espèce vulnérable (VU) \| \| \| \| |
|          | \| \| En danger critique d'extinction (CR) \| \| \| \| \| \| Espèce en danger (EN) \| \| \| \| \| \| Espèce vulnérable (VU) \| \| \| \| |
|          | En danger critique d'extinction (CR) |
|          | |
|          | Espèce en danger (EN) |
|          | |
|          | Espèce vulnérable (VU) |
|          | |

|  | En danger critique d'extinction (CR) |
|  |                                      |
|  | Espèce en danger (EN)                |
|  |                                      |
|  | Espèce vulnérable (VU)               |
|  |                                      |

|  | \| \| Espèce quasi menacée (NT) \| \| \| \| |
|  |                                             |
|  | Espèce quasi menacée (NT)                   |
|  |                                             |

|  | Espèce quasi menacée (NT) |
|  |                           |

|  | \| \| Espèce quasi menacée (NT) \| \| \| \| |
|  |                                             |
|  | Espèce quasi menacée (NT)                   |
|  |                                             |

|  | Espèce quasi menacée (NT) |
|  |                           |

|  | \| \| Espèce quasi menacée (NT) \| \| \| \| |
|  |                                             |
|  | Espèce quasi menacée (NT)                   |
|  |                                             |

|  | Espèce quasi menacée (NT) |
|  |                           |

|  | \| \| Espèce quasi menacée (NT) \| \| \| \| |
|  |                                             |
|  | Espèce quasi menacée (NT)                   |
|  |                                             |

|  | Espèce quasi menacée (NT) |
|  |                           |

|  | \| \| Préoccupation mineure (LC) \| \| \| \| |
|  |                                              |
|  | Préoccupation mineure (LC)                   |
|  |                                              |

|  | Préoccupation mineure (LC) |
|  |                            |

|  | \| \| Préoccupation mineure (LC) \| \| \| \| |
|  |                                              |
|  | Préoccupation mineure (LC)                   |
|  |                                              |

|  | Préoccupation mineure (LC) |
|  |                            |

|  | \| \| Préoccupation mineure (LC) \| \| \| \| |
|  |                                              |
|  | Préoccupation mineure (LC)                   |
|  |                                              |

|  | Préoccupation mineure (LC) |
|  |                            |

|  | \| \| Préoccupation mineure (LC) \| \| \| \| |
|  |                                              |
|  | Préoccupation mineure (LC)                   |
|  |                                              |

|  | Préoccupation mineure (LC) |
|  |                            |

|  | \| \| Éteint (EX) \| \| \| \| |
|  |                               |
|  | Éteint (EX)                   |
|  |                               |

|  | Éteint (EX) |
|  |             |

|  | \| \| Éteint (EX) \| \| \| \| |
|  |                               |
|  | Éteint (EX)                   |
|  |                               |

|  | Éteint (EX) |
|  |             |

|  | \| \| Éteint (EX) \| \| \| \| |
|  |                               |
|  | Éteint (EX)                   |
|  |                               |

|  | Éteint (EX) |
|  |             |

|  | \| \| Éteint (EX) \| \| \| \| |
|  |                               |
|  | Éteint (EX)                   |
|  |                               |

|  | Éteint (EX) |
|  |             |

|  | \| \| Éteint à l'état sauvage (EW) \| \| \| \| |
|  |                                                |
|  | Éteint à l'état sauvage (EW)                   |
|  |                                                |

|  | Éteint à l'état sauvage (EW) |
|  |                              |

|  | \| \| Éteint à l'état sauvage (EW) \| \| \| \| |
|  |                                                |
|  | Éteint à l'état sauvage (EW)                   |
|  |                                                |

|  | Éteint à l'état sauvage (EW) |
|  |                              |

|  | \| \| Éteint à l'état sauvage (EW) \| \| \| \| |
|  |                                                |
|  | Éteint à l'état sauvage (EW)                   |
|  |                                                |

|  | Éteint à l'état sauvage (EW) |
|  |                              |

|  | \| \| Éteint à l'état sauvage (EW) \| \| \| \| |
|  |                                                |
|  | Éteint à l'état sauvage (EW)                   |
|  |                                                |

|  | Éteint à l'état sauvage (EW) |
|  |                              |

| (Menacé) | \| \| En danger critique d'extinction (CR) \| \| \| \| \| \| Espèce en danger (EN) \| \| \| \| \| \| Espèce vulnérable (VU) \| \| \| \| |
|          | \| \| En danger critique d'extinction (CR) \| \| \| \| \| \| Espèce en danger (EN) \| \| \| \| \| \| Espèce vulnérable (VU) \| \| \| \| |
|          | En danger critique d'extinction (CR) |
|          | |
|          | Espèce en danger (EN) |
|          | |
|          | Espèce vulnérable (VU) |
|          | |

|  | En danger critique d'extinction (CR) |
|  |                                      |
|  | Espèce en danger (EN)                |
|  |                                      |
|  | Espèce vulnérable (VU)               |
|  |                                      |

|  | \| \| Espèce quasi menacée (NT) \| \| \| \| |
|  |                                             |
|  | Espèce quasi menacée (NT)                   |
|  |                                             |

|  | Espèce quasi menacée (NT) |
|  |                           |

|  | \| \| Espèce quasi menacée (NT) \| \| \| \| |
|  |                                             |
|  | Espèce quasi menacée (NT)                   |
|  |                                             |

|  | Espèce quasi menacée (NT) |
|  |                           |

|  | \| \| Espèce quasi menacée (NT) \| \| \| \| |
|  |                                             |
|  | Espèce quasi menacée (NT)                   |
|  |                                             |

|  | Espèce quasi menacée (NT) |
|  |                           |

|  | \| \| Espèce quasi menacée (NT) \| \| \| \| |
|  |                                             |
|  | Espèce quasi menacée (NT)                   |
|  |                                             |

|  | Espèce quasi menacée (NT) |
|  |                           |

|  | \| \| Préoccupation mineure (LC) \| \| \| \| |
|  |                                              |
|  | Préoccupation mineure (LC)                   |
|  |                                              |

|  | Préoccupation mineure (LC) |
|  |                            |

|  | \| \| Préoccupation mineure (LC) \| \| \| \| |
|  |                                              |
|  | Préoccupation mineure (LC)                   |
|  |                                              |

|  | Préoccupation mineure (LC) |
|  |                            |

|  | \| \| Préoccupation mineure (LC) \| \| \| \| |
|  |                                              |
|  | Préoccupation mineure (LC)                   |
|  |                                              |

|  | Préoccupation mineure (LC) |
|  |                            |

|  | \| \| Préoccupation mineure (LC) \| \| \| \| |
|  |                                              |
|  | Préoccupation mineure (LC)                   |
|  |                                              |

|  | Préoccupation mineure (LC) |
|  |                            |

|  | \| \| Éteint (EX) \| \| \| \| |
|  |                               |
|  | Éteint (EX)                   |
|  |                               |

|  | Éteint (EX) |
|  |             |

|  | \| \| Éteint (EX) \| \| \| \| |
|  |                               |
|  | Éteint (EX)                   |
|  |                               |

|  | Éteint (EX) |
|  |             |

|  | \| \| Éteint (EX) \| \| \| \| |
|  |                               |
|  | Éteint (EX)                   |
|  |                               |

|  | Éteint (EX) |
|  |             |

|  | \| \| Éteint (EX) \| \| \| \| |
|  |                               |
|  | Éteint (EX)                   |
|  |                               |

|  | Éteint (EX) |
|  |             |

|  | \| \| Éteint à l'état sauvage (EW) \| \| \| \| |
|  |                                                |
|  | Éteint à l'état sauvage (EW)                   |
|  |                                                |

|  | Éteint à l'état sauvage (EW) |
|  |                              |

|  | \| \| Éteint à l'état sauvage (EW) \| \| \| \| |
|  |                                                |
|  | Éteint à l'état sauvage (EW)                   |
|  |                                                |

|  | Éteint à l'état sauvage (EW) |
|  |                              |

|  | \| \| Éteint à l'état sauvage (EW) \| \| \| \| |
|  |                                                |
|  | Éteint à l'état sauvage (EW)                   |
|  |                                                |

|  | Éteint à l'état sauvage (EW) |
|  |                              |

|  | \| \| Éteint à l'état sauvage (EW) \| \| \| \| |
|  |                                                |
|  | Éteint à l'état sauvage (EW)                   |
|  |                                                |

|  | Éteint à l'état sauvage (EW) |
|  |                              |

| (Menacé) | \| \| En danger critique d'extinction (CR) \| \| \| \| \| \| Espèce en danger (EN) \| \| \| \| \| \| Espèce vulnérable (VU) \| \| \| \| |
|          | \| \| En danger critique d'extinction (CR) \| \| \| \| \| \| Espèce en danger (EN) \| \| \| \| \| \| Espèce vulnérable (VU) \| \| \| \| |
|          | En danger critique d'extinction (CR) |
|          | |
|          | Espèce en danger (EN) |
|          | |
|          | Espèce vulnérable (VU) |
|          | |

|  | En danger critique d'extinction (CR) |
|  |                                      |
|  | Espèce en danger (EN)                |
|  |                                      |
|  | Espèce vulnérable (VU)               |
|  |                                      |

|  | \| \| Espèce quasi menacée (NT) \| \| \| \| |
|  |                                             |
|  | Espèce quasi menacée (NT)                   |
|  |                                             |

|  | Espèce quasi menacée (NT) |
|  |                           |

|  | \| \| Espèce quasi menacée (NT) \| \| \| \| |
|  |                                             |
|  | Espèce quasi menacée (NT)                   |
|  |                                             |

|  | Espèce quasi menacée (NT) |
|  |                           |

|  | \| \| Espèce quasi menacée (NT) \| \| \| \| |
|  |                                             |
|  | Espèce quasi menacée (NT)                   |
|  |                                             |

|  | Espèce quasi menacée (NT) |
|  |                           |

|  | \| \| Espèce quasi menacée (NT) \| \| \| \| |
|  |                                             |
|  | Espèce quasi menacée (NT)                   |
|  |                                             |

|  | Espèce quasi menacée (NT) |
|  |                           |

|  | \| \| Préoccupation mineure (LC) \| \| \| \| |
|  |                                              |
|  | Préoccupation mineure (LC)                   |
|  |                                              |

|  | Préoccupation mineure (LC) |
|  |                            |

|  | \| \| Préoccupation mineure (LC) \| \| \| \| |
|  |                                              |
|  | Préoccupation mineure (LC)                   |
|  |                                              |

|  | Préoccupation mineure (LC) |
|  |                            |

|  | \| \| Préoccupation mineure (LC) \| \| \| \| |
|  |                                              |
|  | Préoccupation mineure (LC)                   |
|  |                                              |

|  | Préoccupation mineure (LC) |
|  |                            |

|  | \| \| Préoccupation mineure (LC) \| \| \| \| |
|  |                                              |
|  | Préoccupation mineure (LC)                   |
|  |                                              |

|  | Préoccupation mineure (LC) |
|  |                            |

|  | \| \| Éteint (EX) \| \| \| \| |
|  |                               |
|  | Éteint (EX)                   |
|  |                               |

|  | Éteint (EX) |
|  |             |

|  | \| \| Éteint (EX) \| \| \| \| |
|  |                               |
|  | Éteint (EX)                   |
|  |                               |

|  | Éteint (EX) |
|  |             |

|  | \| \| Éteint (EX) \| \| \| \| |
|  |                               |
|  | Éteint (EX)                   |
|  |                               |

|  | Éteint (EX) |
|  |             |

|  | \| \| Éteint (EX) \| \| \| \| |
|  |                               |
|  | Éteint (EX)                   |
|  |                               |

|  | Éteint (EX) |
|  |             |

|  | \| \| Éteint à l'état sauvage (EW) \| \| \| \| |
|  |                                                |
|  | Éteint à l'état sauvage (EW)                   |
|  |                                                |

|  | Éteint à l'état sauvage (EW) |
|  |                              |

|  | \| \| Éteint à l'état sauvage (EW) \| \| \| \| |
|  |                                                |
|  | Éteint à l'état sauvage (EW)                   |
|  |                                                |

|  | Éteint à l'état sauvage (EW) |
|  |                              |

|  | \| \| Éteint à l'état sauvage (EW) \| \| \| \| |
|  |                                                |
|  | Éteint à l'état sauvage (EW)                   |
|  |                                                |

|  | Éteint à l'état sauvage (EW) |
|  |                              |

|  | \| \| Éteint à l'état sauvage (EW) \| \| \| \| |
|  |                                                |
|  | Éteint à l'état sauvage (EW)                   |
|  |                                                |

|  | Éteint à l'état sauvage (EW) |
|  |                              |

| (Menacé) | \| \| En danger critique d'extinction (CR) \| \| \| \| \| \| Espèce en danger (EN) \| \| \| \| \| \| Espèce vulnérable (VU) \| \| \| \| |
|          | \| \| En danger critique d'extinction (CR) \| \| \| \| \| \| Espèce en danger (EN) \| \| \| \| \| \| Espèce vulnérable (VU) \| \| \| \| |
|          | En danger critique d'extinction (CR) |
|          | |
|          | Espèce en danger (EN) |
|          | |
|          | Espèce vulnérable (VU) |
|          | |

|  | En danger critique d'extinction (CR) |
|  |                                      |
|  | Espèce en danger (EN)                |
|  |                                      |
|  | Espèce vulnérable (VU)               |
|  |                                      |

|  | \| \| Espèce quasi menacée (NT) \| \| \| \| |
|  |                                             |
|  | Espèce quasi menacée (NT)                   |
|  |                                             |

|  | Espèce quasi menacée (NT) |
|  |                           |

|  | \| \| Espèce quasi menacée (NT) \| \| \| \| |
|  |                                             |
|  | Espèce quasi menacée (NT)                   |
|  |                                             |

|  | Espèce quasi menacée (NT) |
|  |                           |

|  | \| \| Espèce quasi menacée (NT) \| \| \| \| |
|  |                                             |
|  | Espèce quasi menacée (NT)                   |
|  |                                             |

|  | Espèce quasi menacée (NT) |
|  |                           |

|  | \| \| Espèce quasi menacée (NT) \| \| \| \| |
|  |                                             |
|  | Espèce quasi menacée (NT)                   |
|  |                                             |

|  | Espèce quasi menacée (NT) |
|  |                           |

|  | \| \| Préoccupation mineure (LC) \| \| \| \| |
|  |                                              |
|  | Préoccupation mineure (LC)                   |
|  |                                              |

|  | Préoccupation mineure (LC) |
|  |                            |

|  | \| \| Préoccupation mineure (LC) \| \| \| \| |
|  |                                              |
|  | Préoccupation mineure (LC)                   |
|  |                                              |

|  | Préoccupation mineure (LC) |
|  |                            |

|  | \| \| Préoccupation mineure (LC) \| \| \| \| |
|  |                                              |
|  | Préoccupation mineure (LC)                   |
|  |                                              |

|  | Préoccupation mineure (LC) |
|  |                            |

|  | \| \| Préoccupation mineure (LC) \| \| \| \| |
|  |                                              |
|  | Préoccupation mineure (LC)                   |
|  |                                              |

|  | Préoccupation mineure (LC) |
|  |                            |

|  | \| \| Éteint (EX) \| \| \| \| |
|  |                               |
|  | Éteint (EX)                   |
|  |                               |

|  | Éteint (EX) |
|  |             |

|  | \| \| Éteint (EX) \| \| \| \| |
|  |                               |
|  | Éteint (EX)                   |
|  |                               |

|  | Éteint (EX) |
|  |             |

|  | \| \| Éteint (EX) \| \| \| \| |
|  |                               |
|  | Éteint (EX)                   |
|  |                               |

|  | Éteint (EX) |
|  |             |

|  | \| \| Éteint (EX) \| \| \| \| |
|  |                               |
|  | Éteint (EX)                   |
|  |                               |

|  | Éteint (EX) |
|  |             |

|  | \| \| Éteint à l'état sauvage (EW) \| \| \| \| |
|  |                                                |
|  | Éteint à l'état sauvage (EW)                   |
|  |                                                |

|  | Éteint à l'état sauvage (EW) |
|  |                              |

|  | \| \| Éteint à l'état sauvage (EW) \| \| \| \| |
|  |                                                |
|  | Éteint à l'état sauvage (EW)                   |
|  |                                                |

|  | Éteint à l'état sauvage (EW) |
|  |                              |

|  | \| \| Éteint à l'état sauvage (EW) \| \| \| \| |
|  |                                                |
|  | Éteint à l'état sauvage (EW)                   |
|  |                                                |

|  | Éteint à l'état sauvage (EW) |
|  |                              |

|  | \| \| Éteint à l'état sauvage (EW) \| \| \| \| |
|  |                                                |
|  | Éteint à l'état sauvage (EW)                   |
|  |                                                |

|  | Éteint à l'état sauvage (EW) |
|  |                              |

| (Menacé) | \| \| En danger critique d'extinction (CR) \| \| \| \| \| \| Espèce en danger (EN) \| \| \| \| \| \| Espèce vulnérable (VU) \| \| \| \| |
|          | \| \| En danger critique d'extinction (CR) \| \| \| \| \| \| Espèce en danger (EN) \| \| \| \| \| \| Espèce vulnérable (VU) \| \| \| \| |
|          | En danger critique d'extinction (CR) |
|          | |
|          | Espèce en danger (EN) |
|          | |
|          | Espèce vulnérable (VU) |
|          | |

|  | En danger critique d'extinction (CR) |
|  |                                      |
|  | Espèce en danger (EN)                |
|  |                                      |
|  | Espèce vulnérable (VU)               |
|  |                                      |

|  | \| \| Espèce quasi menacée (NT) \| \| \| \| |
|  |                                             |
|  | Espèce quasi menacée (NT)                   |
|  |                                             |

|  | Espèce quasi menacée (NT) |
|  |                           |

|  | \| \| Espèce quasi menacée (NT) \| \| \| \| |
|  |                                             |
|  | Espèce quasi menacée (NT)                   |
|  |                                             |

|  | Espèce quasi menacée (NT) |
|  |                           |

|  | \| \| Espèce quasi menacée (NT) \| \| \| \| |
|  |                                             |
|  | Espèce quasi menacée (NT)                   |
|  |                                             |

|  | Espèce quasi menacée (NT) |
|  |                           |

|  | \| \| Espèce quasi menacée (NT) \| \| \| \| |
|  |                                             |
|  | Espèce quasi menacée (NT)                   |
|  |                                             |

|  | Espèce quasi menacée (NT) |
|  |                           |

|  | \| \| Préoccupation mineure (LC) \| \| \| \| |
|  |                                              |
|  | Préoccupation mineure (LC)                   |
|  |                                              |

|  | Préoccupation mineure (LC) |
|  |                            |

|  | \| \| Préoccupation mineure (LC) \| \| \| \| |
|  |                                              |
|  | Préoccupation mineure (LC)                   |
|  |                                              |

|  | Préoccupation mineure (LC) |
|  |                            |

|  | \| \| Préoccupation mineure (LC) \| \| \| \| |
|  |                                              |
|  | Préoccupation mineure (LC)                   |
|  |                                              |

|  | Préoccupation mineure (LC) |
|  |                            |

|  | \| \| Préoccupation mineure (LC) \| \| \| \| |
|  |                                              |
|  | Préoccupation mineure (LC)                   |
|  |                                              |

|  | Préoccupation mineure (LC) |
|  |                            |

|  | \| \| Éteint (EX) \| \| \| \| |
|  |                               |
|  | Éteint (EX)                   |
|  |                               |

|  | Éteint (EX) |
|  |             |

|  | \| \| Éteint (EX) \| \| \| \| |
|  |                               |
|  | Éteint (EX)                   |
|  |                               |

|  | Éteint (EX) |
|  |             |

|  | \| \| Éteint (EX) \| \| \| \| |
|  |                               |
|  | Éteint (EX)                   |
|  |                               |

|  | Éteint (EX) |
|  |             |

|  | \| \| Éteint (EX) \| \| \| \| |
|  |                               |
|  | Éteint (EX)                   |
|  |                               |

|  | Éteint (EX) |
|  |             |

|  | \| \| Éteint à l'état sauvage (EW) \| \| \| \| |
|  |                                                |
|  | Éteint à l'état sauvage (EW)                   |
|  |                                                |

|  | Éteint à l'état sauvage (EW) |
|  |                              |

|  | \| \| Éteint à l'état sauvage (EW) \| \| \| \| |
|  |                                                |
|  | Éteint à l'état sauvage (EW)                   |
|  |                                                |

|  | Éteint à l'état sauvage (EW) |
|  |                              |

|  | \| \| Éteint à l'état sauvage (EW) \| \| \| \| |
|  |                                                |
|  | Éteint à l'état sauvage (EW)                   |
|  |                                                |

|  | Éteint à l'état sauvage (EW) |
|  |                              |

|  | \| \| Éteint à l'état sauvage (EW) \| \| \| \| |
|  |                                                |
|  | Éteint à l'état sauvage (EW)                   |
|  |                                                |

|  | Éteint à l'état sauvage (EW) |
|  |                              |

| (Menacé) | \| \| En danger critique d'extinction (CR) \| \| \| \| \| \| Espèce en danger (EN) \| \| \| \| \| \| Espèce vulnérable (VU) \| \| \| \| |
|          | \| \| En danger critique d'extinction (CR) \| \| \| \| \| \| Espèce en danger (EN) \| \| \| \| \| \| Espèce vulnérable (VU) \| \| \| \| |
|          | En danger critique d'extinction (CR) |
|          | |
|          | Espèce en danger (EN) |
|          | |
|          | Espèce vulnérable (VU) |
|          | |

|  | En danger critique d'extinction (CR) |
|  |                                      |
|  | Espèce en danger (EN)                |
|  |                                      |
|  | Espèce vulnérable (VU)               |
|  |                                      |

|  | \| \| Espèce quasi menacée (NT) \| \| \| \| |
|  |                                             |
|  | Espèce quasi menacée (NT)                   |
|  |                                             |

|  | Espèce quasi menacée (NT) |
|  |                           |

|  | \| \| Espèce quasi menacée (NT) \| \| \| \| |
|  |                                             |
|  | Espèce quasi menacée (NT)                   |
|  |                                             |

|  | Espèce quasi menacée (NT) |
|  |                           |

|  | \| \| Espèce quasi menacée (NT) \| \| \| \| |
|  |                                             |
|  | Espèce quasi menacée (NT)                   |
|  |                                             |

|  | Espèce quasi menacée (NT) |
|  |                           |

|  | \| \| Espèce quasi menacée (NT) \| \| \| \| |
|  |                                             |
|  | Espèce quasi menacée (NT)                   |
|  |                                             |

|  | Espèce quasi menacée (NT) |
|  |                           |

|  | \| \| Préoccupation mineure (LC) \| \| \| \| |
|  |                                              |
|  | Préoccupation mineure (LC)                   |
|  |                                              |

|  | Préoccupation mineure (LC) |
|  |                            |

|  | \| \| Préoccupation mineure (LC) \| \| \| \| |
|  |                                              |
|  | Préoccupation mineure (LC)                   |
|  |                                              |

|  | Préoccupation mineure (LC) |
|  |                            |

|  | \| \| Préoccupation mineure (LC) \| \| \| \| |
|  |                                              |
|  | Préoccupation mineure (LC)                   |
|  |                                              |

|  | Préoccupation mineure (LC) |
|  |                            |

|  | \| \| Préoccupation mineure (LC) \| \| \| \| |
|  |                                              |
|  | Préoccupation mineure (LC)                   |
|  |                                              |

|  | Préoccupation mineure (LC) |
|  |                            |

|  | \| \| Éteint (EX) \| \| \| \| |
|  |                               |
|  | Éteint (EX)                   |
|  |                               |

|  | Éteint (EX) |
|  |             |

|  | \| \| Éteint (EX) \| \| \| \| |
|  |                               |
|  | Éteint (EX)                   |
|  |                               |

|  | Éteint (EX) |
|  |             |

|  | \| \| Éteint (EX) \| \| \| \| |
|  |                               |
|  | Éteint (EX)                   |
|  |                               |

|  | Éteint (EX) |
|  |             |

|  | \| \| Éteint (EX) \| \| \| \| |
|  |                               |
|  | Éteint (EX)                   |
|  |                               |

|  | Éteint (EX) |
|  |             |

|  | \| \| Éteint à l'état sauvage (EW) \| \| \| \| |
|  |                                                |
|  | Éteint à l'état sauvage (EW)                   |
|  |                                                |

|  | Éteint à l'état sauvage (EW) |
|  |                              |

|  | \| \| Éteint à l'état sauvage (EW) \| \| \| \| |
|  |                                                |
|  | Éteint à l'état sauvage (EW)                   |
|  |                                                |

|  | Éteint à l'état sauvage (EW) |
|  |                              |

|  | \| \| Éteint à l'état sauvage (EW) \| \| \| \| |
|  |                                                |
|  | Éteint à l'état sauvage (EW)                   |
|  |                                                |

|  | Éteint à l'état sauvage (EW) |
|  |                              |

|  | \| \| Éteint à l'état sauvage (EW) \| \| \| \| |
|  |                                                |
|  | Éteint à l'état sauvage (EW)                   |
|  |                                                |

|  | Éteint à l'état sauvage (EW) |
|  |                              |

| (Menacé) | \| \| En danger critique d'extinction (CR) \| \| \| \| \| \| Espèce en danger (EN) \| \| \| \| \| \| Espèce vulnérable (VU) \| \| \| \| |
|          | \| \| En danger critique d'extinction (CR) \| \| \| \| \| \| Espèce en danger (EN) \| \| \| \| \| \| Espèce vulnérable (VU) \| \| \| \| |
|          | En danger critique d'extinction (CR) |
|          | |
|          | Espèce en danger (EN) |
|          | |
|          | Espèce vulnérable (VU) |
|          | |

|  | En danger critique d'extinction (CR) |
|  |                                      |
|  | Espèce en danger (EN)                |
|  |                                      |
|  | Espèce vulnérable (VU)               |
|  |                                      |

|  | \| \| Espèce quasi menacée (NT) \| \| \| \| |
|  |                                             |
|  | Espèce quasi menacée (NT)                   |
|  |                                             |

|  | Espèce quasi menacée (NT) |
|  |                           |

|  | \| \| Espèce quasi menacée (NT) \| \| \| \| |
|  |                                             |
|  | Espèce quasi menacée (NT)                   |
|  |                                             |

|  | Espèce quasi menacée (NT) |
|  |                           |

|  | \| \| Espèce quasi menacée (NT) \| \| \| \| |
|  |                                             |
|  | Espèce quasi menacée (NT)                   |
|  |                                             |

|  | Espèce quasi menacée (NT) |
|  |                           |

|  | \| \| Espèce quasi menacée (NT) \| \| \| \| |
|  |                                             |
|  | Espèce quasi menacée (NT)                   |
|  |                                             |

|  | Espèce quasi menacée (NT) |
|  |                           |

|  | \| \| Préoccupation mineure (LC) \| \| \| \| |
|  |                                              |
|  | Préoccupation mineure (LC)                   |
|  |                                              |

|  | Préoccupation mineure (LC) |
|  |                            |

|  | \| \| Préoccupation mineure (LC) \| \| \| \| |
|  |                                              |
|  | Préoccupation mineure (LC)                   |
|  |                                              |

|  | Préoccupation mineure (LC) |
|  |                            |

|  | \| \| Préoccupation mineure (LC) \| \| \| \| |
|  |                                              |
|  | Préoccupation mineure (LC)                   |
|  |                                              |

|  | Préoccupation mineure (LC) |
|  |                            |

|  | \| \| Préoccupation mineure (LC) \| \| \| \| |
|  |                                              |
|  | Préoccupation mineure (LC)                   |
|  |                                              |

|  | Préoccupation mineure (LC) |
|  |                            |

|  | \| \| Éteint (EX) \| \| \| \| |
|  |                               |
|  | Éteint (EX)                   |
|  |                               |

|  | Éteint (EX) |
|  |             |

|  | \| \| Éteint (EX) \| \| \| \| |
|  |                               |
|  | Éteint (EX)                   |
|  |                               |

|  | Éteint (EX) |
|  |             |

|  | \| \| Éteint (EX) \| \| \| \| |
|  |                               |
|  | Éteint (EX)                   |
|  |                               |

|  | Éteint (EX) |
|  |             |

|  | \| \| Éteint (EX) \| \| \| \| |
|  |                               |
|  | Éteint (EX)                   |
|  |                               |

|  | Éteint (EX) |
|  |             |

|  | \| \| Éteint à l'état sauvage (EW) \| \| \| \| |
|  |                                                |
|  | Éteint à l'état sauvage (EW)                   |
|  |                                                |

|  | Éteint à l'état sauvage (EW) |
|  |                              |

|  | \| \| Éteint à l'état sauvage (EW) \| \| \| \| |
|  |                                                |
|  | Éteint à l'état sauvage (EW)                   |
|  |                                                |

|  | Éteint à l'état sauvage (EW) |
|  |                              |

|  | \| \| Éteint à l'état sauvage (EW) \| \| \| \| |
|  |                                                |
|  | Éteint à l'état sauvage (EW)                   |
|  |                                                |

|  | Éteint à l'état sauvage (EW) |
|  |                              |

|  | \| \| Éteint à l'état sauvage (EW) \| \| \| \| |
|  |                                                |
|  | Éteint à l'état sauvage (EW)                   |
|  |                                                |

|  | Éteint à l'état sauvage (EW) |
|  |                              |

| (Menacé) | \| \| En danger critique d'extinction (CR) \| \| \| \| \| \| Espèce en danger (EN) \| \| \| \| \| \| Espèce vulnérable (VU) \| \| \| \| |
|          | \| \| En danger critique d'extinction (CR) \| \| \| \| \| \| Espèce en danger (EN) \| \| \| \| \| \| Espèce vulnérable (VU) \| \| \| \| |
|          | En danger critique d'extinction (CR) |
|          | |
|          | Espèce en danger (EN) |
|          | |
|          | Espèce vulnérable (VU) |
|          | |

|  | En danger critique d'extinction (CR) |
|  |                                      |
|  | Espèce en danger (EN)                |
|  |                                      |
|  | Espèce vulnérable (VU)               |
|  |                                      |

|  | \| \| Espèce quasi menacée (NT) \| \| \| \| |
|  |                                             |
|  | Espèce quasi menacée (NT)                   |
|  |                                             |

|  | Espèce quasi menacée (NT) |
|  |                           |

|  | \| \| Espèce quasi menacée (NT) \| \| \| \| |
|  |                                             |
|  | Espèce quasi menacée (NT)                   |
|  |                                             |

|  | Espèce quasi menacée (NT) |
|  |                           |

|  | \| \| Espèce quasi menacée (NT) \| \| \| \| |
|  |                                             |
|  | Espèce quasi menacée (NT)                   |
|  |                                             |

|  | Espèce quasi menacée (NT) |
|  |                           |

|  | \| \| Espèce quasi menacée (NT) \| \| \| \| |
|  |                                             |
|  | Espèce quasi menacée (NT)                   |
|  |                                             |

|  | Espèce quasi menacée (NT) |
|  |                           |

|  | \| \| Préoccupation mineure (LC) \| \| \| \| |
|  |                                              |
|  | Préoccupation mineure (LC)                   |
|  |                                              |

|  | Préoccupation mineure (LC) |
|  |                            |

|  | \| \| Préoccupation mineure (LC) \| \| \| \| |
|  |                                              |
|  | Préoccupation mineure (LC)                   |
|  |                                              |

|  | Préoccupation mineure (LC) |
|  |                            |

|  | \| \| Préoccupation mineure (LC) \| \| \| \| |
|  |                                              |
|  | Préoccupation mineure (LC)                   |
|  |                                              |

|  | Préoccupation mineure (LC) |
|  |                            |

|  | \| \| Préoccupation mineure (LC) \| \| \| \| |
|  |                                              |
|  | Préoccupation mineure (LC)                   |
|  |                                              |

|  | Préoccupation mineure (LC) |
|  |                            |

|  | \| \| Éteint (EX) \| \| \| \| |
|  |                               |
|  | Éteint (EX)                   |
|  |                               |

|  | Éteint (EX) |
|  |             |

|  | \| \| Éteint (EX) \| \| \| \| |
|  |                               |
|  | Éteint (EX)                   |
|  |                               |

|  | Éteint (EX) |
|  |             |

|  | \| \| Éteint (EX) \| \| \| \| |
|  |                               |
|  | Éteint (EX)                   |
|  |                               |

|  | Éteint (EX) |
|  |             |

|  | \| \| Éteint (EX) \| \| \| \| |
|  |                               |
|  | Éteint (EX)                   |
|  |                               |

|  | Éteint (EX) |
|  |             |

|  | \| \| Éteint à l'état sauvage (EW) \| \| \| \| |
|  |                                                |
|  | Éteint à l'état sauvage (EW)                   |
|  |                                                |

|  | Éteint à l'état sauvage (EW) |
|  |                              |

|  | \| \| Éteint à l'état sauvage (EW) \| \| \| \| |
|  |                                                |
|  | Éteint à l'état sauvage (EW)                   |
|  |                                                |

|  | Éteint à l'état sauvage (EW) |
|  |                              |

|  | \| \| Éteint à l'état sauvage (EW) \| \| \| \| |
|  |                                                |
|  | Éteint à l'état sauvage (EW)                   |
|  |                                                |

|  | Éteint à l'état sauvage (EW) |
|  |                              |

|  | \| \| Éteint à l'état sauvage (EW) \| \| \| \| |
|  |                                                |
|  | Éteint à l'état sauvage (EW)                   |
|  |                                                |

|  | Éteint à l'état sauvage (EW) |
|  |                              |

| (Menacé) | \| \| En danger critique d'extinction (CR) \| \| \| \| \| \| Espèce en danger (EN) \| \| \| \| \| \| Espèce vulnérable (VU) \| \| \| \| |
|          | \| \| En danger critique d'extinction (CR) \| \| \| \| \| \| Espèce en danger (EN) \| \| \| \| \| \| Espèce vulnérable (VU) \| \| \| \| |
|          | En danger critique d'extinction (CR) |
|          | |
|          | Espèce en danger (EN) |
|          | |
|          | Espèce vulnérable (VU) |
|          | |

|  | En danger critique d'extinction (CR) |
|  |                                      |
|  | Espèce en danger (EN)                |
|  |                                      |
|  | Espèce vulnérable (VU)               |
|  |                                      |

|  | \| \| Espèce quasi menacée (NT) \| \| \| \| |
|  |                                             |
|  | Espèce quasi menacée (NT)                   |
|  |                                             |

|  | Espèce quasi menacée (NT) |
|  |                           |

|  | \| \| Espèce quasi menacée (NT) \| \| \| \| |
|  |                                             |
|  | Espèce quasi menacée (NT)                   |
|  |                                             |

|  | Espèce quasi menacée (NT) |
|  |                           |

|  | \| \| Espèce quasi menacée (NT) \| \| \| \| |
|  |                                             |
|  | Espèce quasi menacée (NT)                   |
|  |                                             |

|  | Espèce quasi menacée (NT) |
|  |                           |

|  | \| \| Espèce quasi menacée (NT) \| \| \| \| |
|  |                                             |
|  | Espèce quasi menacée (NT)                   |
|  |                                             |

|  | Espèce quasi menacée (NT) |
|  |                           |

|  | \| \| Préoccupation mineure (LC) \| \| \| \| |
|  |                                              |
|  | Préoccupation mineure (LC)                   |
|  |                                              |

|  | Préoccupation mineure (LC) |
|  |                            |

|  | \| \| Préoccupation mineure (LC) \| \| \| \| |
|  |                                              |
|  | Préoccupation mineure (LC)                   |
|  |                                              |

|  | Préoccupation mineure (LC) |
|  |                            |

|  | \| \| Préoccupation mineure (LC) \| \| \| \| |
|  |                                              |
|  | Préoccupation mineure (LC)                   |
|  |                                              |

|  | Préoccupation mineure (LC) |
|  |                            |

|  | \| \| Préoccupation mineure (LC) \| \| \| \| |
|  |                                              |
|  | Préoccupation mineure (LC)                   |
|  |                                              |

|  | Préoccupation mineure (LC) |
|  |                            |

|  | \| \| Éteint (EX) \| \| \| \| |
|  |                               |
|  | Éteint (EX)                   |
|  |                               |

|  | Éteint (EX) |
|  |             |

|  | \| \| Éteint (EX) \| \| \| \| |
|  |                               |
|  | Éteint (EX)                   |
|  |                               |

|  | Éteint (EX) |
|  |             |

|  | \| \| Éteint (EX) \| \| \| \| |
|  |                               |
|  | Éteint (EX)                   |
|  |                               |

|  | Éteint (EX) |
|  |             |

|  | \| \| Éteint (EX) \| \| \| \| |
|  |                               |
|  | Éteint (EX)                   |
|  |                               |

|  | Éteint (EX) |
|  |             |

|  | \| \| Éteint à l'état sauvage (EW) \| \| \| \| |
|  |                                                |
|  | Éteint à l'état sauvage (EW)                   |
|  |                                                |

|  | Éteint à l'état sauvage (EW) |
|  |                              |

|  | \| \| Éteint à l'état sauvage (EW) \| \| \| \| |
|  |                                                |
|  | Éteint à l'état sauvage (EW)                   |
|  |                                                |

|  | Éteint à l'état sauvage (EW) |
|  |                              |

|  | \| \| Éteint à l'état sauvage (EW) \| \| \| \| |
|  |                                                |
|  | Éteint à l'état sauvage (EW)                   |
|  |                                                |

|  | Éteint à l'état sauvage (EW) |
|  |                              |

|  | \| \| Éteint à l'état sauvage (EW) \| \| \| \| |
|  |                                                |
|  | Éteint à l'état sauvage (EW)                   |
|  |                                                |

|  | Éteint à l'état sauvage (EW) |
|  |                              |

| (Menacé) | \| \| En danger critique d'extinction (CR) \| \| \| \| \| \| Espèce en danger (EN) \| \| \| \| \| \| Espèce vulnérable (VU) \| \| \| \| |
|          | \| \| En danger critique d'extinction (CR) \| \| \| \| \| \| Espèce en danger (EN) \| \| \| \| \| \| Espèce vulnérable (VU) \| \| \| \| |
|          | En danger critique d'extinction (CR) |
|          | |
|          | Espèce en danger (EN) |
|          | |
|          | Espèce vulnérable (VU) |
|          | |

|  | En danger critique d'extinction (CR) |
|  |                                      |
|  | Espèce en danger (EN)                |
|  |                                      |
|  | Espèce vulnérable (VU)               |
|  |                                      |

|  | \| \| Espèce quasi menacée (NT) \| \| \| \| |
|  |                                             |
|  | Espèce quasi menacée (NT)                   |
|  |                                             |

|  | Espèce quasi menacée (NT) |
|  |                           |

|  | \| \| Espèce quasi menacée (NT) \| \| \| \| |
|  |                                             |
|  | Espèce quasi menacée (NT)                   |
|  |                                             |

|  | Espèce quasi menacée (NT) |
|  |                           |

|  | \| \| Espèce quasi menacée (NT) \| \| \| \| |
|  |                                             |
|  | Espèce quasi menacée (NT)                   |
|  |                                             |

|  | Espèce quasi menacée (NT) |
|  |                           |

|  | \| \| Espèce quasi menacée (NT) \| \| \| \| |
|  |                                             |
|  | Espèce quasi menacée (NT)                   |
|  |                                             |

|  | Espèce quasi menacée (NT) |
|  |                           |

|  | \| \| Préoccupation mineure (LC) \| \| \| \| |
|  |                                              |
|  | Préoccupation mineure (LC)                   |
|  |                                              |

|  | Préoccupation mineure (LC) |
|  |                            |

|  | \| \| Préoccupation mineure (LC) \| \| \| \| |
|  |                                              |
|  | Préoccupation mineure (LC)                   |
|  |                                              |

|  | Préoccupation mineure (LC) |
|  |                            |

|  | \| \| Préoccupation mineure (LC) \| \| \| \| |
|  |                                              |
|  | Préoccupation mineure (LC)                   |
|  |                                              |

|  | Préoccupation mineure (LC) |
|  |                            |

|  | \| \| Préoccupation mineure (LC) \| \| \| \| |
|  |                                              |
|  | Préoccupation mineure (LC)                   |
|  |                                              |

|  | Préoccupation mineure (LC) |
|  |                            |

|  | \| \| Éteint (EX) \| \| \| \| |
|  |                               |
|  | Éteint (EX)                   |
|  |                               |

|  | Éteint (EX) |
|  |             |

|  | \| \| Éteint (EX) \| \| \| \| |
|  |                               |
|  | Éteint (EX)                   |
|  |                               |

|  | Éteint (EX) |
|  |             |

|  | \| \| Éteint (EX) \| \| \| \| |
|  |                               |
|  | Éteint (EX)                   |
|  |                               |

|  | Éteint (EX) |
|  |             |

|  | \| \| Éteint (EX) \| \| \| \| |
|  |                               |
|  | Éteint (EX)                   |
|  |                               |

|  | Éteint (EX) |
|  |             |

|  | \| \| Éteint à l'état sauvage (EW) \| \| \| \| |
|  |                                                |
|  | Éteint à l'état sauvage (EW)                   |
|  |                                                |

|  | Éteint à l'état sauvage (EW) |
|  |                              |

|  | \| \| Éteint à l'état sauvage (EW) \| \| \| \| |
|  |                                                |
|  | Éteint à l'état sauvage (EW)                   |
|  |                                                |

|  | Éteint à l'état sauvage (EW) |
|  |                              |

|  | \| \| Éteint à l'état sauvage (EW) \| \| \| \| |
|  |                                                |
|  | Éteint à l'état sauvage (EW)                   |
|  |                                                |

|  | Éteint à l'état sauvage (EW) |
|  |                              |

|  | \| \| Éteint à l'état sauvage (EW) \| \| \| \| |
|  |                                                |
|  | Éteint à l'état sauvage (EW)                   |
|  |                                                |

|  | Éteint à l'état sauvage (EW) |
|  |                              |

| (Menacé) | \| \| En danger critique d'extinction (CR) \| \| \| \| \| \| Espèce en danger (EN) \| \| \| \| \| \| Espèce vulnérable (VU) \| \| \| \| |
|          | \| \| En danger critique d'extinction (CR) \| \| \| \| \| \| Espèce en danger (EN) \| \| \| \| \| \| Espèce vulnérable (VU) \| \| \| \| |
|          | En danger critique d'extinction (CR) |
|          | |
|          | Espèce en danger (EN) |
|          | |
|          | Espèce vulnérable (VU) |
|          | |

|  | En danger critique d'extinction (CR) |
|  |                                      |
|  | Espèce en danger (EN)                |
|  |                                      |
|  | Espèce vulnérable (VU)               |
|  |                                      |

|  | \| \| Espèce quasi menacée (NT) \| \| \| \| |
|  |                                             |
|  | Espèce quasi menacée (NT)                   |
|  |                                             |

|  | Espèce quasi menacée (NT) |
|  |                           |

|  | \| \| Espèce quasi menacée (NT) \| \| \| \| |
|  |                                             |
|  | Espèce quasi menacée (NT)                   |
|  |                                             |

|  | Espèce quasi menacée (NT) |
|  |                           |

|  | \| \| Espèce quasi menacée (NT) \| \| \| \| |
|  |                                             |
|  | Espèce quasi menacée (NT)                   |
|  |                                             |

|  | Espèce quasi menacée (NT) |
|  |                           |

|  | \| \| Espèce quasi menacée (NT) \| \| \| \| |
|  |                                             |
|  | Espèce quasi menacée (NT)                   |
|  |                                             |

|  | Espèce quasi menacée (NT) |
|  |                           |

|  | \| \| Préoccupation mineure (LC) \| \| \| \| |
|  |                                              |
|  | Préoccupation mineure (LC)                   |
|  |                                              |

|  | Préoccupation mineure (LC) |
|  |                            |

|  | \| \| Préoccupation mineure (LC) \| \| \| \| |
|  |                                              |
|  | Préoccupation mineure (LC)                   |
|  |                                              |

|  | Préoccupation mineure (LC) |
|  |                            |

|  | \| \| Préoccupation mineure (LC) \| \| \| \| |
|  |                                              |
|  | Préoccupation mineure (LC)                   |
|  |                                              |

|  | Préoccupation mineure (LC) |
|  |                            |

|  | \| \| Préoccupation mineure (LC) \| \| \| \| |
|  |                                              |
|  | Préoccupation mineure (LC)                   |
|  |                                              |

|  | Préoccupation mineure (LC) |
|  |                            |

|  | \| \| Éteint (EX) \| \| \| \| |
|  |                               |
|  | Éteint (EX)                   |
|  |                               |

|  | Éteint (EX) |
|  |             |

|  | \| \| Éteint (EX) \| \| \| \| |
|  |                               |
|  | Éteint (EX)                   |
|  |                               |

|  | Éteint (EX) |
|  |             |

|  | \| \| Éteint (EX) \| \| \| \| |
|  |                               |
|  | Éteint (EX)                   |
|  |                               |

|  | Éteint (EX) |
|  |             |

|  | \| \| Éteint (EX) \| \| \| \| |
|  |                               |
|  | Éteint (EX)                   |
|  |                               |

|  | Éteint (EX) |
|  |             |

|  | \| \| Éteint à l'état sauvage (EW) \| \| \| \| |
|  |                                                |
|  | Éteint à l'état sauvage (EW)                   |
|  |                                                |

|  | Éteint à l'état sauvage (EW) |
|  |                              |

|  | \| \| Éteint à l'état sauvage (EW) \| \| \| \| |
|  |                                                |
|  | Éteint à l'état sauvage (EW)                   |
|  |                                                |

|  | Éteint à l'état sauvage (EW) |
|  |                              |

|  | \| \| Éteint à l'état sauvage (EW) \| \| \| \| |
|  |                                                |
|  | Éteint à l'état sauvage (EW)                   |
|  |                                                |

|  | Éteint à l'état sauvage (EW) |
|  |                              |

|  | \| \| Éteint à l'état sauvage (EW) \| \| \| \| |
|  |                                                |
|  | Éteint à l'état sauvage (EW)                   |
|  |                                                |

|  | Éteint à l'état sauvage (EW) |
|  |                              |

| (Menacé) | \| \| En danger critique d'extinction (CR) \| \| \| \| \| \| Espèce en danger (EN) \| \| \| \| \| \| Espèce vulnérable (VU) \| \| \| \| |
|          | \| \| En danger critique d'extinction (CR) \| \| \| \| \| \| Espèce en danger (EN) \| \| \| \| \| \| Espèce vulnérable (VU) \| \| \| \| |
|          | En danger critique d'extinction (CR) |
|          | |
|          | Espèce en danger (EN) |
|          | |
|          | Espèce vulnérable (VU) |
|          | |

|  | En danger critique d'extinction (CR) |
|  |                                      |
|  | Espèce en danger (EN)                |
|  |                                      |
|  | Espèce vulnérable (VU)               |
|  |                                      |

|  | \| \| Espèce quasi menacée (NT) \| \| \| \| |
|  |                                             |
|  | Espèce quasi menacée (NT)                   |
|  |                                             |

|  | Espèce quasi menacée (NT) |
|  |                           |

|  | \| \| Espèce quasi menacée (NT) \| \| \| \| |
|  |                                             |
|  | Espèce quasi menacée (NT)                   |
|  |                                             |

|  | Espèce quasi menacée (NT) |
|  |                           |

|  | \| \| Espèce quasi menacée (NT) \| \| \| \| |
|  |                                             |
|  | Espèce quasi menacée (NT)                   |
|  |                                             |

|  | Espèce quasi menacée (NT) |
|  |                           |

|  | \| \| Espèce quasi menacée (NT) \| \| \| \| |
|  |                                             |
|  | Espèce quasi menacée (NT)                   |
|  |                                             |

|  | Espèce quasi menacée (NT) |
|  |                           |

|  | \| \| Préoccupation mineure (LC) \| \| \| \| |
|  |                                              |
|  | Préoccupation mineure (LC)                   |
|  |                                              |

|  | Préoccupation mineure (LC) |
|  |                            |

|  | \| \| Préoccupation mineure (LC) \| \| \| \| |
|  |                                              |
|  | Préoccupation mineure (LC)                   |
|  |                                              |

|  | Préoccupation mineure (LC) |
|  |                            |

|  | \| \| Préoccupation mineure (LC) \| \| \| \| |
|  |                                              |
|  | Préoccupation mineure (LC)                   |
|  |                                              |

|  | Préoccupation mineure (LC) |
|  |                            |

|  | \| \| Préoccupation mineure (LC) \| \| \| \| |
|  |                                              |
|  | Préoccupation mineure (LC)                   |
|  |                                              |

|  | Préoccupation mineure (LC) |
|  |                            |

|  | \| \| Éteint (EX) \| \| \| \| |
|  |                               |
|  | Éteint (EX)                   |
|  |                               |

|  | Éteint (EX) |
|  |             |

|  | \| \| Éteint (EX) \| \| \| \| |
|  |                               |
|  | Éteint (EX)                   |
|  |                               |

|  | Éteint (EX) |
|  |             |

|  | \| \| Éteint (EX) \| \| \| \| |
|  |                               |
|  | Éteint (EX)                   |
|  |                               |

|  | Éteint (EX) |
|  |             |

|  | \| \| Éteint (EX) \| \| \| \| |
|  |                               |
|  | Éteint (EX)                   |
|  |                               |

|  | Éteint (EX) |
|  |             |

|  | \| \| Éteint à l'état sauvage (EW) \| \| \| \| |
|  |                                                |
|  | Éteint à l'état sauvage (EW)                   |
|  |                                                |

|  | Éteint à l'état sauvage (EW) |
|  |                              |

|  | \| \| Éteint à l'état sauvage (EW) \| \| \| \| |
|  |                                                |
|  | Éteint à l'état sauvage (EW)                   |
|  |                                                |

|  | Éteint à l'état sauvage (EW) |
|  |                              |

|  | \| \| Éteint à l'état sauvage (EW) \| \| \| \| |
|  |                                                |
|  | Éteint à l'état sauvage (EW)                   |
|  |                                                |

|  | Éteint à l'état sauvage (EW) |
|  |                              |

|  | \| \| Éteint à l'état sauvage (EW) \| \| \| \| |
|  |                                                |
|  | Éteint à l'état sauvage (EW)                   |
|  |                                                |

|  | Éteint à l'état sauvage (EW) |
|  |                              |

| (Menacé) | \| \| En danger critique d'extinction (CR) \| \| \| \| \| \| Espèce en danger (EN) \| \| \| \| \| \| Espèce vulnérable (VU) \| \| \| \| |
|          | \| \| En danger critique d'extinction (CR) \| \| \| \| \| \| Espèce en danger (EN) \| \| \| \| \| \| Espèce vulnérable (VU) \| \| \| \| |
|          | En danger critique d'extinction (CR) |
|          | |
|          | Espèce en danger (EN) |
|          | |
|          | Espèce vulnérable (VU) |
|          | |

|  | En danger critique d'extinction (CR) |
|  |                                      |
|  | Espèce en danger (EN)                |
|  |                                      |
|  | Espèce vulnérable (VU)               |
|  |                                      |

|  | \| \| Espèce quasi menacée (NT) \| \| \| \| |
|  |                                             |
|  | Espèce quasi menacée (NT)                   |
|  |                                             |

|  | Espèce quasi menacée (NT) |
|  |                           |

|  | \| \| Espèce quasi menacée (NT) \| \| \| \| |
|  |                                             |
|  | Espèce quasi menacée (NT)                   |
|  |                                             |

|  | Espèce quasi menacée (NT) |
|  |                           |

|  | \| \| Espèce quasi menacée (NT) \| \| \| \| |
|  |                                             |
|  | Espèce quasi menacée (NT)                   |
|  |                                             |

|  | Espèce quasi menacée (NT) |
|  |                           |

|  | \| \| Espèce quasi menacée (NT) \| \| \| \| |
|  |                                             |
|  | Espèce quasi menacée (NT)                   |
|  |                                             |

|  | Espèce quasi menacée (NT) |
|  |                           |

|  | \| \| Préoccupation mineure (LC) \| \| \| \| |
|  |                                              |
|  | Préoccupation mineure (LC)                   |
|  |                                              |

|  | Préoccupation mineure (LC) |
|  |                            |

|  | \| \| Préoccupation mineure (LC) \| \| \| \| |
|  |                                              |
|  | Préoccupation mineure (LC)                   |
|  |                                              |

|  | Préoccupation mineure (LC) |
|  |                            |

|  | \| \| Préoccupation mineure (LC) \| \| \| \| |
|  |                                              |
|  | Préoccupation mineure (LC)                   |
|  |                                              |

|  | Préoccupation mineure (LC) |
|  |                            |

|  | \| \| Préoccupation mineure (LC) \| \| \| \| |
|  |                                              |
|  | Préoccupation mineure (LC)                   |
|  |                                              |

|  | Préoccupation mineure (LC) |
|  |                            |

Ces catégories ont varié au cours des différentes versions de la liste rouge, afin de mieux refléter l'état des connaissances, et de pouvoir être appliquées à des groupes d'espèces plus larges, notamment aux espèces marines. La première révision des catégories s'est déroulée de 1989 à 1994, où durant ces cinq années l'UICN a consulté 800 membres de la CSE et de très nombreux scientifiques de par le monde afin d'aboutir à une nouvelle liste de critères et de catégories. Une nouvelle révision, de 1997 à 2000, a permis de rendre le système des critères et catégories plus standardisés, plus accessibles aux utilisateurs de plus en plus nombreux de la liste rouge, et de mieux tenir compte des espèces ayant une longue durée de vie, celles qui font l'objet d'une exploitation par l'homme, ainsi que des fluctuations de populations. Le système est adopté par le Conseil de l'UICN en février 2000.

#### Espèce disparue (EX)
Une espèce est déclarée éteinte lorsque des études complètes (et adaptées à la biologie de l'espèce) ont permis d'affirmer que le dernier individu est mort. Il existe aussi un statut UICN pour les espèces peut-être éteintes (PE).

#### Espèce disparue, survivant uniquement en élevage (EW)
Une espèce est classée « éteinte à l'état sauvage » s'il n'en existe plus aucun spécimen dans la nature, mais seulement des individus en captivité ou culture, ou en-dehors de leur habitat premier.

#### Espèce en danger critique d'extinction (CR)
Une espèce est dite en danger critique d’extinction lorsque les meilleures données disponibles indiquent qu’elle remplit l’un des critères A à E (cf critères détaillés ci-dessous) correspondant à la catégorie en danger critique d’extinction et, en conséquence, qu’elle est confrontée à un risque extrêmement élevé d’extinction à l’état sauvage.
Le lynx d'Espagne est classé « CR C2a(i) ». Ceci indique que l'espèce remplit les critères C, C2 et C2a(i) de la catégorie CR soit :
- population estimée à moins de 250 individus adultes (C) ;
- déclin continu, constaté, prévu ou déduit du nombre d’individus adultes (C2) ;
- aucune sous-population estimée à plus de 50 individus adultes (C2a(i)).

#### Espèce en danger (EN)
Une espèce est dite En danger lorsque les meilleures données disponibles indiquent qu’elle remplit l’un des critères A à E (cf. critères détaillés ci-dessous) correspondant à la catégorie En danger et, en conséquence, qu’elle est confrontée à un risque très élevé d’extinction à l’état sauvage.

#### Espèce vulnérable (VU)
Une espèce est dite Vulnérable lorsque les meilleures données disponibles indiquent qu’elle remplit l’un des critères A à E (cf. critères détaillés ci-dessous) correspondant à la catégorie Vulnérable et, en conséquence, qu’elle est confrontée à un risque élevé d’extinction à l’état sauvage.

#### Espèce quasi menacée (NT)

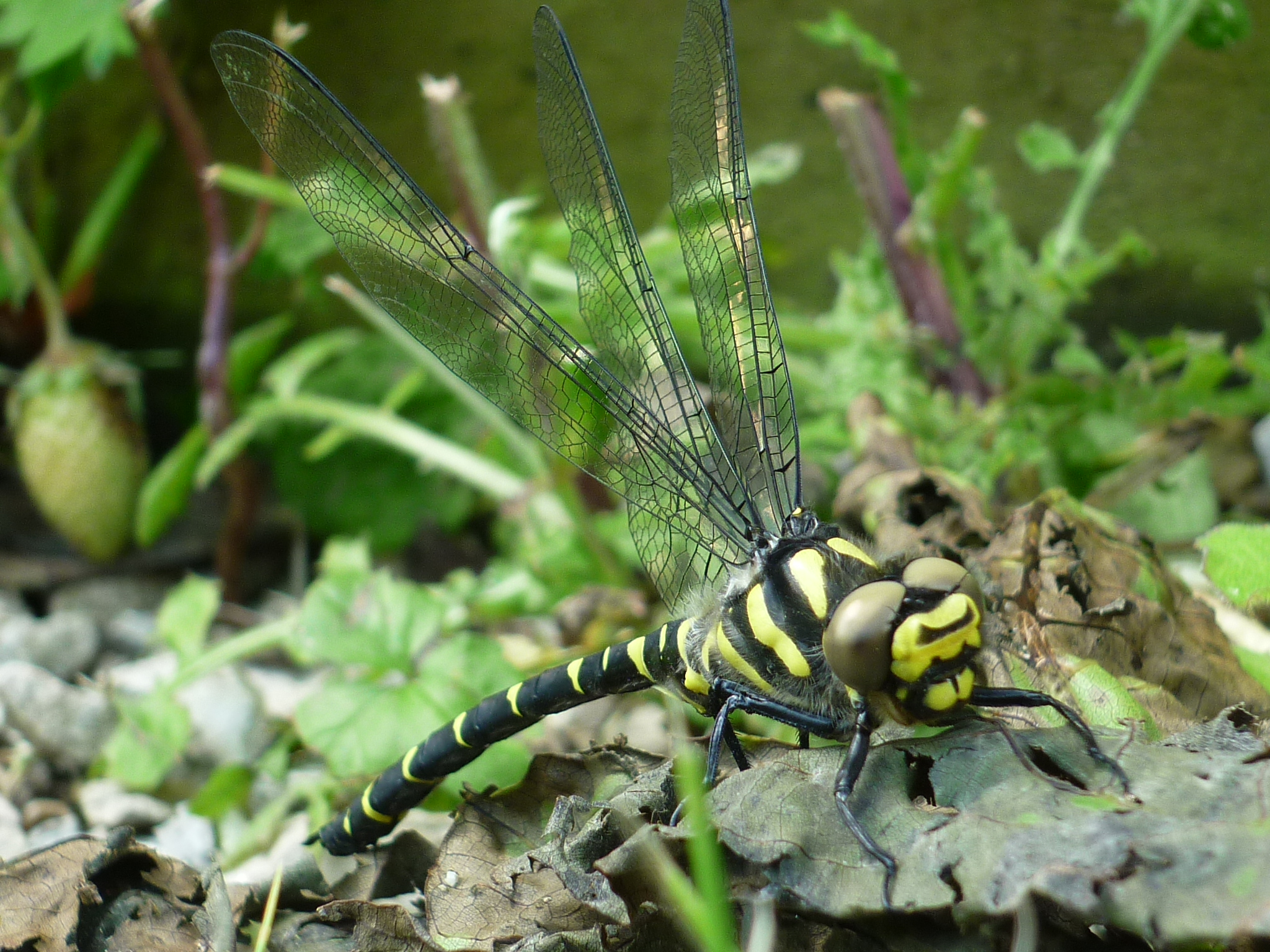
Libellule, Cordulegaster bidentata, Espèce quasi menacée NT.

Une espèce est dite quasi menacée lorsqu’elle a été évaluée d’après les critères et ne remplit pas, pour l’instant, les critères des catégories En danger critique d’extinction, En danger ou Vulnérable mais qu’elle est près de remplir les critères correspondant aux catégories du groupe Menacé ou qu’elle les remplira probablement dans un proche avenir.

#### Préoccupation mineure (LC)
Une espèce est dite de Préoccupation mineure lorsqu’elle a été évaluée d’après les critères et ne remplit pas les critères des catégories En danger critique d’extinction, En danger ou Vulnérable ou Quasi menacé. Dans cette catégorie sont incluses les espèces largement répandues et abondantes. L'Humain fait partie de cette catégorie.

#### Données insuffisantes (DD)
Une espèce entre dans la catégorie Données insuffisantes lorsqu’on ne dispose pas d’assez de données pour évaluer directement ou indirectement le risque d’extinction en fonction de sa distribution et/ou de l’état de sa population. Une espèce inscrite
dans cette catégorie peut avoir fait l’objet d’études approfondies et sa biologie peut être bien connue, sans que l’on dispose pour autant de données pertinentes sur l’abondance et/ou la distribution. Il ne s’agit donc pas d’une catégorie Menacé. L’inscription d’une espèce dans cette catégorie indique qu’il est nécessaire de rassembler davantage de données et n’exclut pas la possibilité de démontrer, grâce à de futures recherches, que l'espèce aurait pu être classée dans une catégorie Menacé. Il est impératif d’utiliser pleinement toutes les données disponibles.

#### Non évalué (NE)
Une espèce est dite Non évaluée lorsqu’elle n’a pas encore été confrontée aux critères.

## État des connaissances

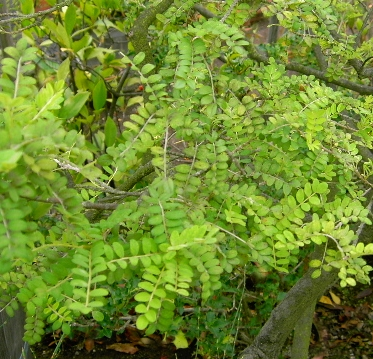
Toromiro (EW), arbre ne survivant plus que dans les jardins botaniques et privés.

L'évolution du déclin de la biodiversité entraîne l'évolution des méthodes d'évaluation. En 1988, toutes les espèces d'oiseaux sont évaluées et, en 1996, l'état de conservation de toutes les espèces de mammifères mondiaux est décrit. La liste a permis d'établir un cadre de référence pour la surveillance de l'évolution de la conservation des espèces. Parmi les 5 205 espèces décrites dans l'édition de 1996, 25 % des mammifères et 11 % des oiseaux sont indiquées comme étant menacées. Fin 2006, plus de 16 000 espèces sont classées comme menacées sur une liste de 40 000 espèces évaluées. En 2006, l'Union internationale pour la conservation de la nature (UICN) considère qu'une espèce de mammifères sur quatre, une espèce d'oiseaux sur huit, et un tiers des amphibiens sont menacés. Cette proportion est à prendre avec prudence : cela ne signifie pas que les mammifères et les oiseaux, qui ne représentent qu'une part infime de la biodiversité soient plus menacés que les invertébrés (représentant 99 % des espèces animales) mais simplement que ces espèces sont mieux connues, plus souvent étudiées, et que l'on peut donc juger de l'évolution des populations.
Les invertébrés sont pour la plupart soit encore inconnus, soit insuffisamment étudiés. Le très faible nombre de spécialistes de ces animaux expliquant qu'il faudra plusieurs décennies, voire plusieurs siècles pour simplement identifier toutes les espèces d'invertébrés. Les critères retenus par l'UICN sont la diminution de l'aire de répartition et/ou du nombre d'individus, mais la diminution de la diversité génétique de populations peut également être un problème sous-estimé.

### Évolution de la liste

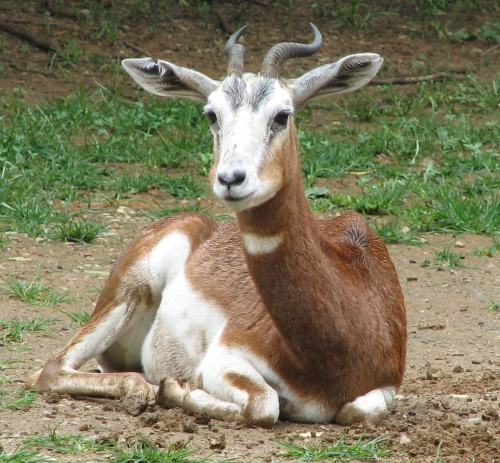
Le statut de la Gazella dama se dégrade, passant de EN (1996) à CR (2006).

L'UICN se donne comme objectif de réévaluer chaque espèce tous les 5 ans si possible, tous les 10 ans tout au plus. Ce travail est fait par des comité de lectures, dès lors que la commission CSE de l'UICN collecte l'ensemble des données nécessaires à la réévaluation de l'espèce. En 2006, 871 espèces sont réexaminées, afin de voir si le statut de chacune s'améliore, se dégrade ou reste identique. Ainsi, 172 espèces réévaluées ont vu leur statut se dégrader, 139 l'ont vu s'améliorer, 33 ont été déplacées vers la catégorie Données Insuffisantes, et 527 n'ont pas changé de statut (ou catégorie).
Parmi les espèces qui ont vu leur catégorie de menace modifiée en 2006, on peut citer parmi les plus connues l'hippopotame (Hippopotamus amphibius), qui passe de la catégorie préoccupation mineure (LC) à vulnérable (VU), ainsi que l'ours polaire (Ursus maritimus) classé depuis 2006 dans la catégorie vulnérable (VU). D'autres espèces ont vu leur statut s'améliorer, comme le pygargue à queue blanche (Haliaeetus albicilla) qui passe de la catégorie quasi-menacée (NT) à préoccupation mineure (LC).
En 2007, la mise à jour de la liste a confirmé un déclin accéléré de la biodiversité : les coraux, les vautours, les albatros, tous les grands singes et les dauphins sont en danger, du fait des activités humaines qui détruisent, dégradent et fragmentent les habitats, ainsi qu’à cause probablement des premiers effets des modifications climatiques. Depuis le début du XVIe siècle, les extinctions concernaient surtout les îles, depuis 20 ans, aucun continent n’est épargné. Les espèces introduites devenues invasives, une chasse et pêche excessives, certains prélèvements pour collectionneurs et la pollution générale et locale de l’environnement, ainsi que des maladies diffusées par l’homme sont aussi en cause. Et le réchauffement climatique pourrait exacerber ce phénomène, alors même que la biodiversité est nécessaire à la stabilisation du climat. Les coraux (qui jouent un rôle comme puits de carbone) souffrent du réchauffement et de la pollution ou acidification générales des eaux, ainsi que de la modification du rayonnement solaire.
Sur 41 415 espèces étudiées, 16 306 sont menacées d’extinction (188 de plus qu’en 2006). 785 espèces sont considérées comme éteintes, 65 autres n’existent plus qu’en captivité ou en culture, et un oiseau sur huit, un mammifère sur quatre, un amphibien sur trois et 70 % de toutes les plantes évaluées sont en péril.
Les efforts de protection ont permis de sauver quelques espèces ou plus souvent de les faire passer de la catégorie « En danger d’extinction » à « En danger » (ex. perruche de Maurice), mais les efforts restent très insuffisants à tous les niveaux de la société estime l'UICN. Le taux d’extinction reste au moins 100 à 1 000 fois supérieur au taux naturel, pour presque tous les grands groupes végétaux et animaux qui ont, en 2006 et 2007, encore vu leur nombre d’espèces menacées croître. Et de nombreuses espèces discrètes ne sont pas suivies, disparaissant dans l’indifférence ou sans même qu’on le sache.
L'Académie chinoise des sciences annonce officiellement la disparition du dauphin de Chine. La forêt primaire recule partout, ainsi que les derniers grands singes, dont le gorille des plaines de l’ouest classé cette année « en danger critique » et qui pourrait perdre 50 % de sa population de 1992 à 2011 ; au rythme actuel, l’orang-outan de Sumatra devrait avoir complètement disparu en 2020, faute de forêts. En Inde et au Népal, le gavial est très menacé par les barrages, l’irrigation et les carrières de sable. La France (outre-mer compris) est assez mal placée : elle compte 641 espèces menacées au niveau mondial, ce qui la classe dans les 10 pays les plus concernés. Le comité français de l’UICN et le Muséum préparent pour 2010 un bilan exhaustif des espèces présentes en métropole et outre-mer.

### «Initiative d'évaluation de la biodiversité»
Devant l'immensité de la tâche consistant à évaluer toutes les espèces vivantes, et pressés par l'urgence des extinctions et de la demande d'information concrète sur l'érosion de la biodiversité, l'UICN et la CSE ont lancé un programme nommé Biodiversity Assessment Initiative (Initiative d'évaluation de la biodiversité). Ce programme consiste à évaluer de façon exhaustive certains groupes taxonomiques déjà bien connus et pouvant servir d'indicateur de l'état de la biodiversité dans le monde. Plusieurs programmes d'évaluation est donc mis en place, en partenariat avec le Center for Applied Biodiversity Science, groupe de Conservation International.
- Le GAA (Global amphibians assessment, ou évaluation mondiale des amphibiens) est achevé en 2004. Les résultats sont alarmants : une espèce d'amphibien sur trois est menacée d'extinction.
- Le GMA (Global mammals assessment, ou évaluation mondiale des mammifères).
- Le GMSA (Global marine species assessment).
- Le FBA (Freshwater biodiversity assessment).

### Lacunes et limites de la liste
Depuis plus de quarante ans que la liste rouge de l'UICN existe et grandit, la vision que l'on a des dangers que court la biodiversité s'est améliorée. On ne peut cependant que constater l'immensité du travail qui reste à accomplir. Si les espèces d'oiseaux, les mammifères et les amphibiens ont été presque complètement évaluées, les lacunes sont encore considérables pour le règne végétal, les espèces marines et surtout l'immensité des invertébrés dont seulement 0,033 % étaient évalués en 2006.
Une des voies d'amélioration de la liste rouge dans les années à venir consiste à mieux évaluer le danger d'extinction des plantes. Seules quelques plantes étaient présentées dans les premiers fichiers sur les espèces menacées. Le livre rouge des plantes menacées, paru en 1978, commença à combler cette lacune, mais il aura fallu attendre 1997 et la liste rouge de l'UICN des plantes menacées pour obtenir un compte-rendu plus complet, mais encore loin de la réalité. En effet, sur les quelque 287 000 espèces de plantes décrites, seulement 11 901 espèces avaient été évaluées lors de la version 2006 de la liste rouge, soit à peine 4 % du total, sans compter les découvertes à venir. Seuls les Gymnospermes sont presque complètement évalués (908 espèces évaluées sur 980 décrites, en 2006).

## Méthode de classification
Les critères et catégories employées pour la liste Rouge sont largement utilisés à l'échelle mondiale, notamment sur la base de deux guides de référence publiés par l'UICN en 2001 et 2003 portant respectivement sur une définition de la méthodologie pour l’élaboration de la Liste rouge des espèces menacées au niveau mondial, et sur les modalités d’application de cette méthodologie à l’échelle de régions du monde. D'autres méthodes d'évaluation des menaces sur la biodiversité existent, souvent plus spécialisées, tels celles de la convention internationale CITES ou les travaux du Comité sur la situation des espèces en péril au Canada (COSEPAC, qui a sa propre terminologie de classification des espèces. Une espèce sauvage menacée d'extinction est dite espèce en péril. Ce terme peut s'utiliser pour une espèce supposée éteinte. Les espèces en péril sont classées en cinq catégories, selon un niveau de risque d'extinction croissant. Cependant, depuis 2003 le COSEPAC utilise les critères de classification de l'UICN pour savoir si une espèce est ou non en péril.
Les collectivités françaises d’outre-mer, responsable d'un patrimoine très riche en diversité biologique font l’objet d’évaluations spécifiques, faites dans le cadre de la Liste rouge nationale des espèces menacées.
La CITES utilise des catégories différentes de l'UICN, sur la base de critères utilisant les mêmes termes (taux de déclin, aire de répartition…) mais se distinguent par la numérotation, les taux et les aires adoptés pour quantifier ses critères. En général, les chiffres utilisés pour les critères de l'UICN sont plus contraignants. Par exemple, les chiffres de l'UICN se rapportent à des individus matures, ceux de la CITES ont trait à la totalité de la population. De ce fait, un rapport de la FAO considère que l'évaluation des espèces aquatiques par les critères de la CITES sont problématiques.

## Critiques

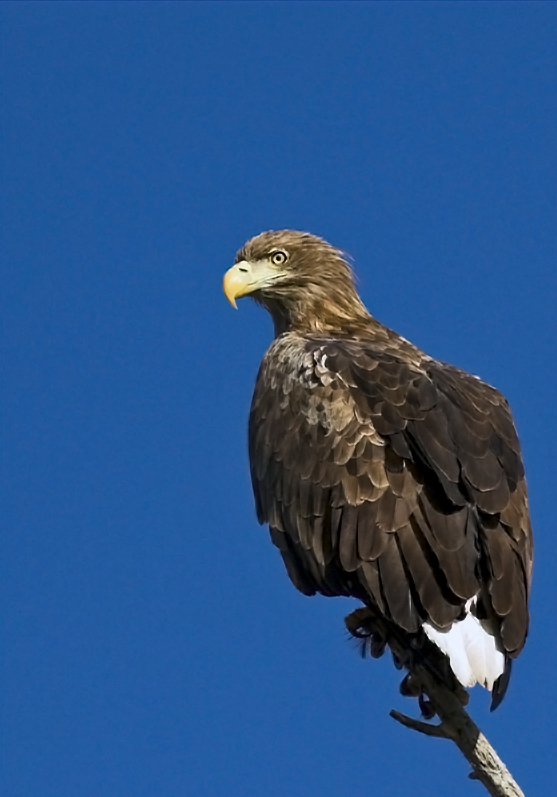
Le statut du Pygargue à queue blanche s'est amélioré, passant de NT (2004) à LC (2006).

Le classement d'une espèce dans une catégorie de la liste rouge peut être remis en question. Ainsi des requêtes peuvent être déposés auprès de l'UICN pour « reclasser » une espèce. De telles requêtes se font obligatoirement sur la base des catégories et critères de la liste rouge pour apporter la preuve du reclassement.
Certaines personnes considèrent que la liste rouge véhicule une information trop négative. L'allongement de la liste des espèces menacées, année après année, semble démontrer l'inefficacité des politiques de conservation. Afin de motiver l'opinion publique et les décideurs mondiaux à poursuivre les efforts de protection, le concept de « liste bleue » est développé. Ces listes abordent la question de la protection des espèces par un autre aspect, en reportant les espèces des listes rouges qui, grâce aux efforts de conservation, ont vu diminuer leur risque d'extinction. Elles sont les témoins du succès des politiques environnementales.

## Listes rouges régionales des espèces menacées
La méthodologie développée au niveau mondial pour l'établissement de la liste rouge peut être appliquée à l'échelle d'un pays ou de régions du monde, en suivant les « Lignes directrices pour l'application, au niveau régional, des critères pour la liste rouge » (publiées en 2003 par l'UICN).
Un « Guide pratique pour la réalisation de listes rouges régionales », publié par l'UICN en 2011, aide les acteurs dans cette démarche (Comité français de l'UICN 2011) et - pour ceux qui le souhaitent - à bénéficier d’une labellisation de la méthodologie et de la démarche mises en œuvre (Le label prenant ici « la forme d’un avis rendu à l’attention du Conseil scientifique régional du patrimoine naturel (CSRPN). Un avis favorable a ensuite valeur de labellisation, dès lors que le travail a été validé par le CSRPN. Les conditions d’obtention d’un avis favorable sont détaillées en annexe 2 du Guide pratique pour la réalisation de Listes rouges régionales) ».
Plusieurs pays ont ainsi réalisé des listes rouges nationales basées sur la méthodologie de l'UICN, destinées à renseigner sur la situation des espèces végétales et animales à l'échelle nationale (voir site National Red List, Liste rouge des espèces menacées en France).
Des listes rouges sont également développées à des échelles supranationales, comme la liste rouge européenne des espèces menacées.